# Pintura de la Antigua Roma
Los romanos de la Antigua Roma admiraban la pintura griega tanto como la escultura, y animaban a los artistas que trabajaban para ellos a hacer copias de obras griegas, especialmente famosas o populares. Los romanos tendían más que los griegos a decorar sus paredes con pinturas murales, y aunque siguen la tradición griega, muestran en sus pinturas un gran colorido y movimiento. Las pinturas, con figuras individuales, grupos o paneles enteros, se reproducían, se adaptaban, estropeaban o embellecían según el talento de los artistas y las exigencias del cliente.
Los procedimientos usados en esta pintura debieron ser el encausto, el temple y el fresco. Aunque se sabe que los romanos desarrollaron la pintura sobre tabla, los restos pictóricos conocidos más importantes son de tipo mural, frescos protegidos con una capa de cera que avivaba los colores. 
Sus géneros, el decorativo de vajillas y muros y el histórico y mitológico en los cuadros murales. Y aunque los descubiertos hasta el presente ofrecen más que todo un carácter decorativo llegan a ser verdaderas composiciones pictóricas y se juzga con fundamento que hubo también otros de pintura independiente a semejanza de los actuales de tabla o de caballete. Se cultivaron con dicho carácter decorativo mural el paisaje, la caricatura, el retrato, los cuadros de costumbres, las imitaciones arquitectónicas y las combinaciones fantásticas de objetos naturales constituyendo con estas últimas el género que los artistas del Renacimiento llamaron grutesco, hallado en las antiguas Termas de Tito en Roma y que sirvió al célebre Rafael como fuente de inspiración para decorar las Logias del Palacio Apostólico Vaticano. Hay que citar los retratos pintados. En el Egipto romano se descubrió una excelente colección de retratos sobre tabla, realizados para ser colocados sobre las momias. Igualmente en Pompeya (Italia), y pintados al fresco, se descubrieron magníficos retratos como los del Panadero y su esposa, o el de una muchacha, ambos en el Museo de Nápoles.

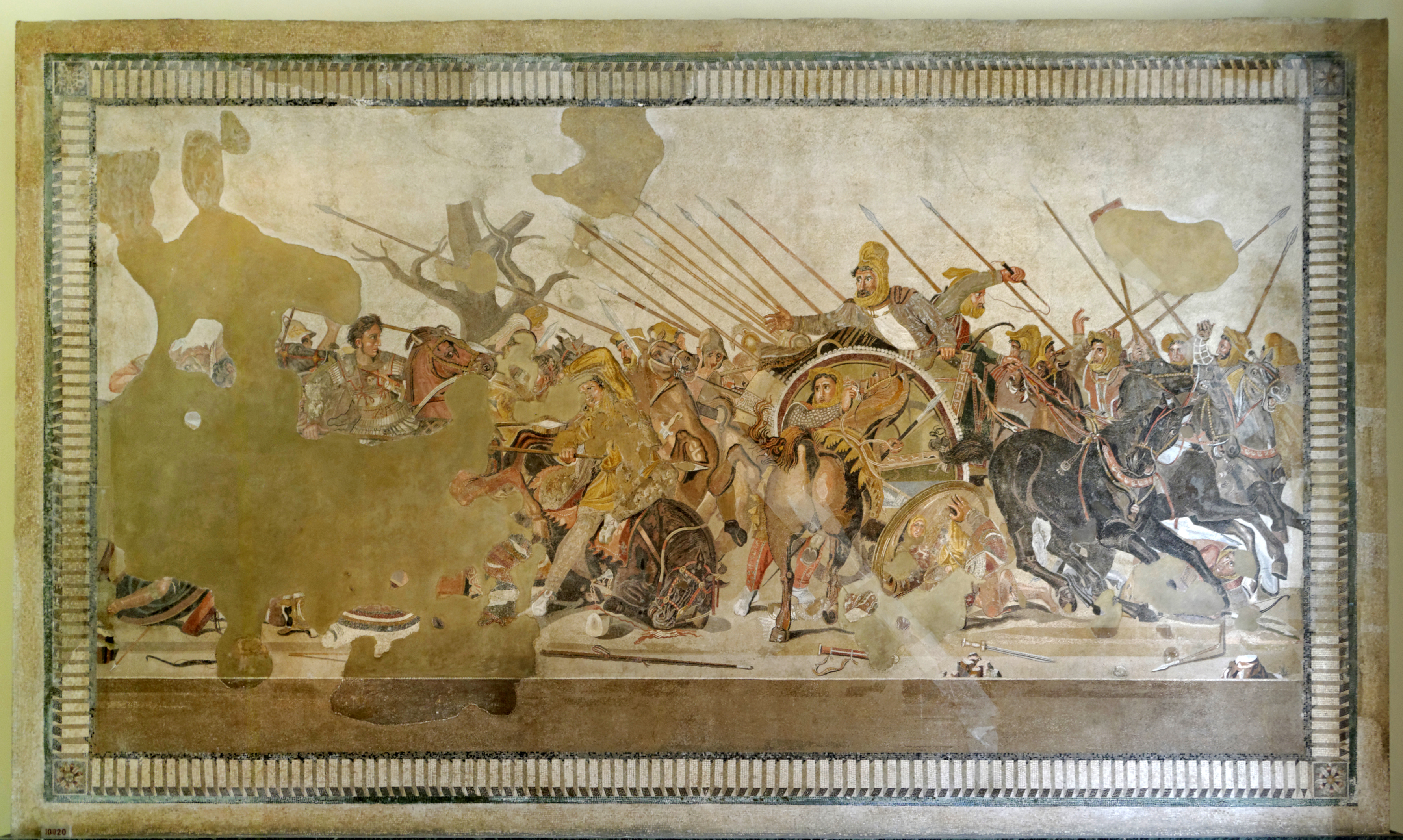
Mosaico de la batalla de Isos, Casa del Fauno, Pompeya.

Destacó también el arte pictórico de la civilización romana en el procedimiento del mosaico. No obstante, y en general, el mosaico es usado sobre todo para suelos, siendo en época bizantina cuando sustituya a los frescos en los muros. También en época romana se encuentra el mosaico extendido a cuadros pensiles según lo revelan algunos ejemplares que se guardan en los museos y abrazando en uno y otro caso, asuntos y composiciones históricas. Se usaba para decorar interiores. Siguen utilizando el opus tesselatum de origen griego, aportando como novedad el opus sectile. 
La miniatura sobre pergamino fue otro género que estuvo muy en boga entre los bibliófilos romanos de la época de Augusto, pero de ella no se han descubierto ni se conservan ejemplares anteriores al siglo III. 
Los principales monumentos de pintura greco-romana que hoy existen se han extraído de las ruinas de Herculano, Pompeya, Estabia, el Palatino de Roma y de las necrópolis de El-Fayun, en Egipto, además de los mosaicos descubiertos en numerosas ciudades que fueron romanas. La mayor parte de las pinturas murales conocidas corresponde a casas particulares y edificios públicos de Pompeya y Herculano, dos ciudades italianas que estaban de moda y que fueron arrasadas por el volcán Vesubio en el año 79 d. C., aunque también se han encontrado algunas pinturas en Roma y en otros lugares. El Museo de Nápoles, centro principal de estudio para el arte romano, conserva más de mil fragmentos de pintura al fresco, arrancados de los muros de Herculano y Pompeya. Entre los más famosos cuadros murales de este arte greco-romano se cuentan:
- las bodas aldobrandinas (Museos Vaticanos)
- Paris juzgando a las tres Diosas
- Io libertada por Hermes
- Ceres en su trono (de Pompeya, hoy en el Museo de Nápoles)

Entre los mosaicos, el de la Batalla de Isso, en el referido museo napolitano con otros muchos. En cuanto a miniaturas, las más célebres y de las más antiguas de sabor pagano son
- los fragmentos de una Ilíada del siglo III en la Biblioteca Ambrosiana de Milán
- las cincuenta viñetas de Virgilio de la Biblioteca Apostólica Vaticana que datan del siglo IV} al V.

Romanizada la pintura griega, tomó un carácter propio según puede verse en las decoraciones murales de Pompeya que constituyen el llamado estilo pompeyano. Se distingue este por la delicadeza, gracia y fantasía del dibujo, sobre todo, en vegetales estilizados, por la viveza del colorido por el realismo y la voluptuosidad en las figuras y por cierto contraste de colores y luces tal que aproxima el estilo al de la escuela impresionista moderna. Todo ello, aunque no sale del género decorativo, refleja el espíritu de una sociedad bulliciosa, elegante, frívola y voluptuosa.
La cerámica hispanorromana carece de figuras pintadas y solo las presenta en relieve y sin color distinto del fondo como puede observarse en los llamados barros saguntinos.

## Estilos
En 1882, August Mau, publicó un estudio sobre la pintura decorativa de Pompeya, a partir del De architectura de Vitruvio, reagrupó las pinturas en cuatro categorías distintas que denominó estilos pompeyanos.
En la actualidad esta definición se mantiene únicamente porque he entrado en el uso y porque sirve, de todos modos, para clasificar determinados tipos de representaciones pictóricas. No es exacto ni hablar de estilos ni calificarlos con el adjetivo pompeyano —ya que tales sistemas estaban difundidos ampliamente en todo el mundo helenístico.

### Primer estilo o de incrustaciones

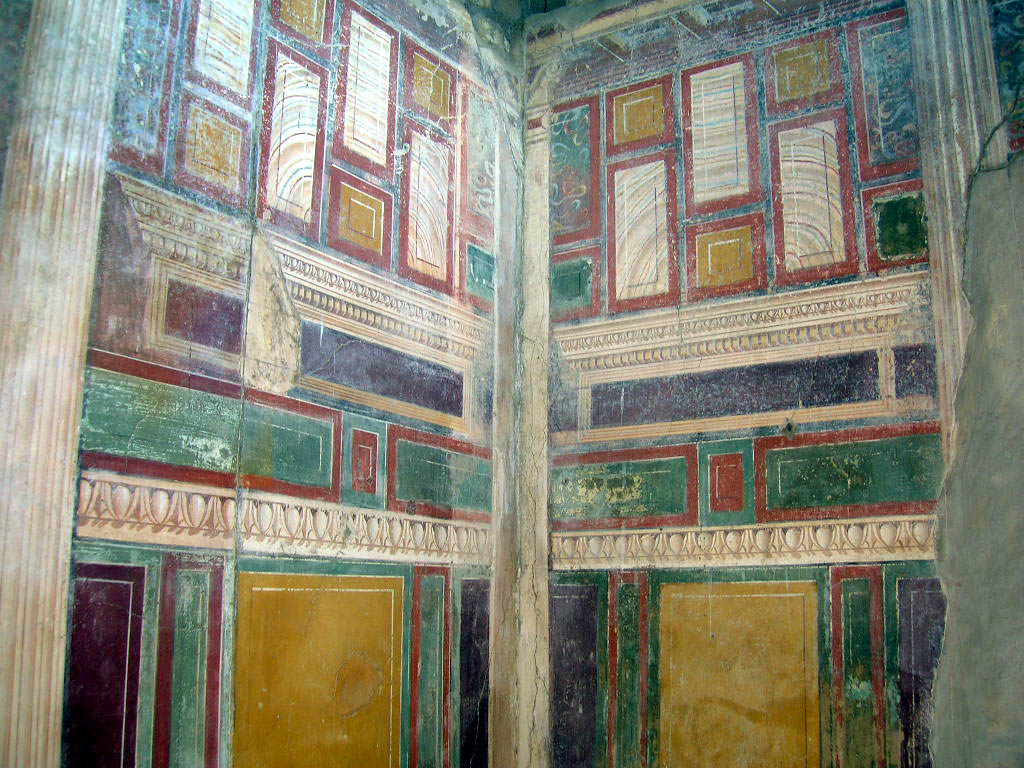
Detalle de un mural en la Villa de Ariana, en el primer estilo tardío o de transición. Castellammare di Stabia.

El Primer estilo, también denominado estructural o de incrustaciones —que recibe su nombre de las crustae, placas pétreas de revestimiento— estuvo presente desde el siglo II a. C. hasta el año 80 a. C., y es en esencia abstracto. Sus orígenes son oscuros, pero parece haber derivado de la pintura empleada en la decoración de templos y altares griegos, siendo adaptada para la decoración de viviendas en todo el Mediterráneo a finales del siglo IV a. C. Se conservan buenos ejemplos en el mundo griego (Atenas, Delos, Alejandría, Pérgamo) y en Italia meridional, en el sur de Rusia, Oriente Próximo, Sicilia, Francia, España, Cartago y Egipto. Se caracteriza por imitar las decoraciones en lastras o de otra piedra, con la aplicación de colores brillantes sobre yeso dividido en zonas cuadrangulares en relieve, simulando bloques de piedra y sus colores y texturas. Como las casas romanas tenían pocas ventanas al exterior, los muros interiores tendían a ser continuos, y el Primer estilo busca enfatizar esta unidad creando ambientes integrados. En opinión de John Clarke, la dependencia del relieve superficial para la eficacia visual de este estilo lo convierte más en un dominio de la decoración arquitectónica que de la pintura propiamente dicha.
Con el paso del tiempo, se añadieron frisos decorados con motivos florales, arabescos y figuras humanas, así como otros elementos arquitectónicos como columnas y cornisas simuladas. En el siglo I a. C. este tipo de decoración ya había desarrollado en territorio romano una complejidad y un refinamiento que difería mucho de sus prototipos griegos. Las zonas de color ya no obedecen al diseño del relieve, sino que van más allá de sus bordes y generan interesantes efectos ilusionistas. El interés por las combinaciones de colores contribuyó a desvincular cada vez más el estilo de su origen estructural, empleando tonos nunca encontrados en la piedra real y patrones geométricos eminentemente decorativos que subvertían la lógica de la arquitectura, lo que llevó a la formación del Segundo estilo.

La cronología está fijada en el periodo 300-60 a. C. para el mundo griego y en 200-80 a. C., aproximadamente para Pompeya.

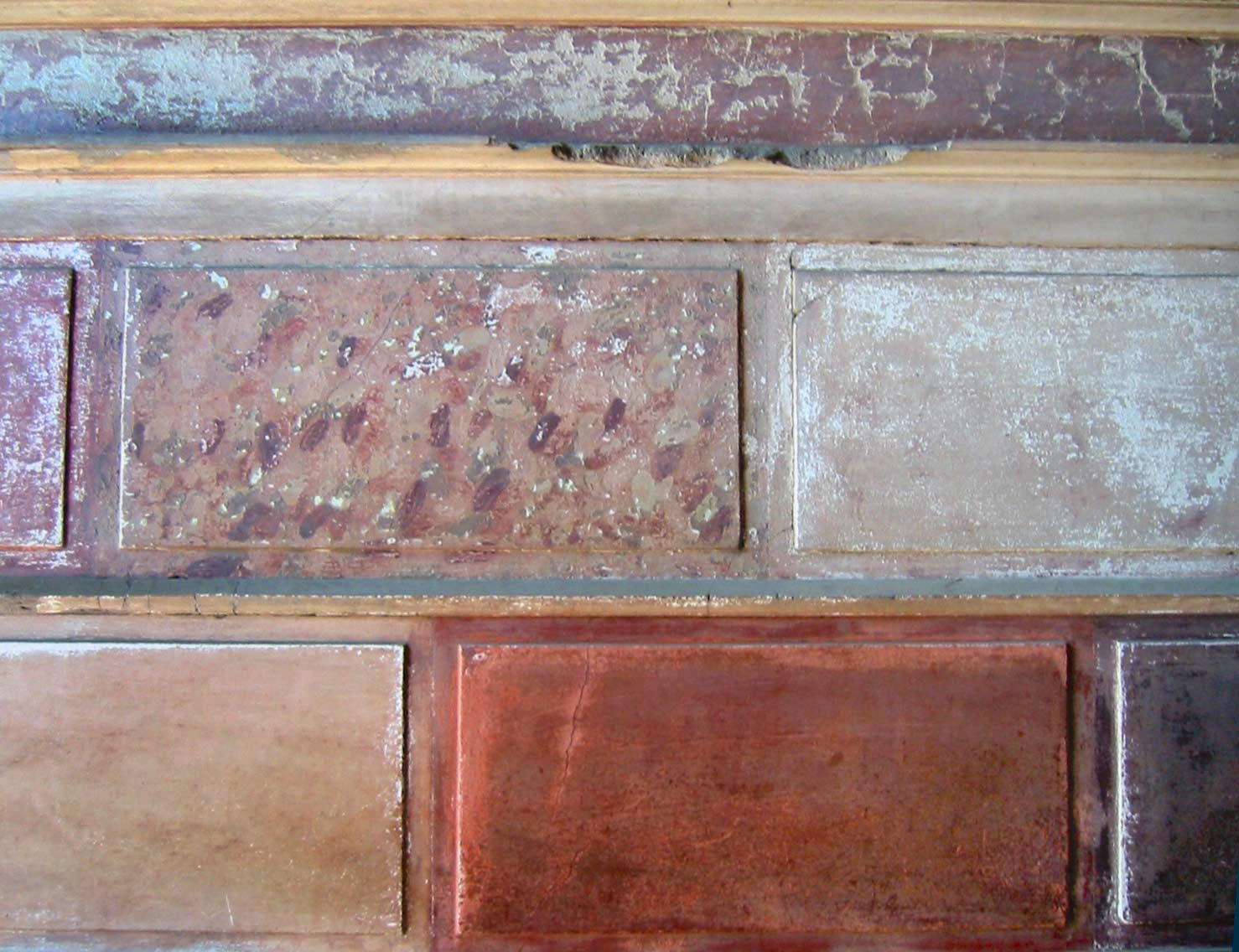
Detalle del mural de estilo primitivo. Pompeya....

### Segundo estilo o arquitectónico

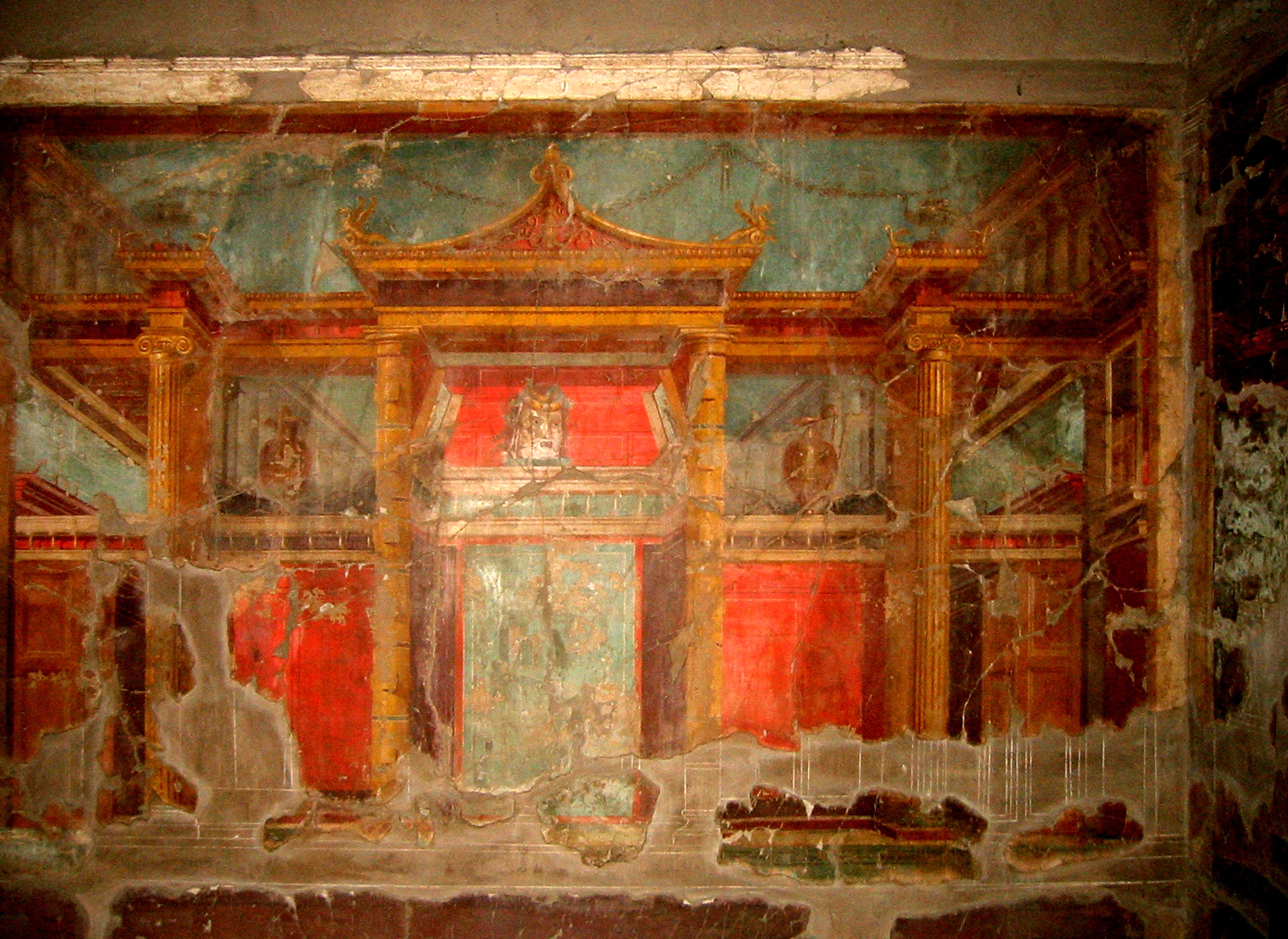
Villa de Oplontis, Torre Annunziata.

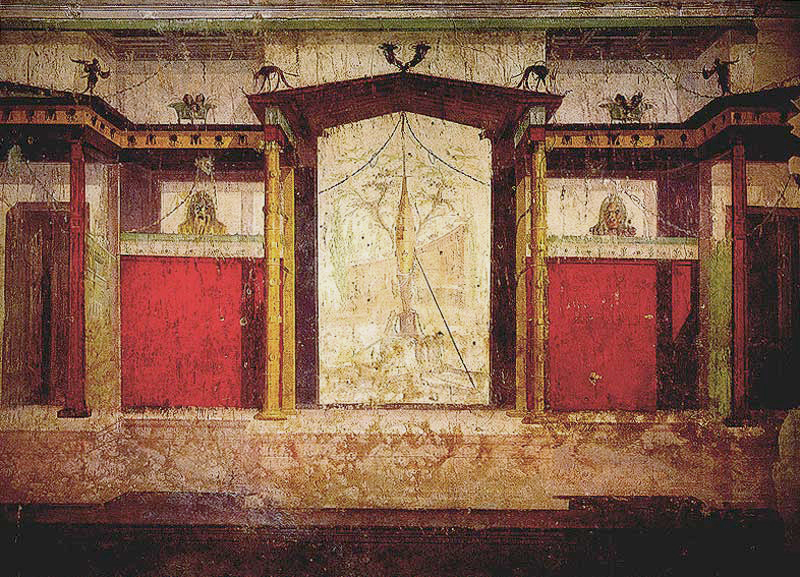
Casa de Augusto, ejemplo del Segundo estilo

El Segundo estilo, llamado «arquitectónico,» floreció con relativa rapidez a partir del Primero, hacia el año 80 a. C., aunque los ejemplos precursores datan del siglo III a. C. y se extienden por una amplia región desde Etruria hasta Asia Menor, donde se utilizaba en los palacios helenísticos para mostrar la riqueza de los grandes personajes. Su primer ejemplo italiano se encuentra en la "Casa de los Grifos" de Roma, y su aparición coincide con el gusto por la ostentación de aquella época. Las ilusiones de trampantojo se vuelven más eficaces y variadas, con la multiplicación de elementos arquitectónicos simulados, como columnatas, arquitrabes, balaustradas, molduras, ventanas y frisos, y aparecen motivos geométricos más minuciosos y complicados. El efecto unitario y sólido de las paredes del Primer Estilo se disuelve y las habitaciones parecen abrirse hacia el exterior, ofreciendo vistas de paisajes urbanos y jardines, evidenciando un uso bastante correcto de la perspectiva para dar la impresión de tridimensionalidad y acomodar los recovecos visuales de las esquinas de las habitaciones. También comienzan a desarrollarse esquemas decorativos temáticos basados en el uso diferenciado de los espacios. Las grandes salas de reunión y de banquetes están decoradas con ejes de visión preferentes que forman escenas complejas diseñadas para crear un guion visual jerarquizado, normalmente con una escena principal centralizada que se despliega en escenas secundarias en las partes menos visibles. A medida que el estilo maduraba hacia el año 60 a. C., este plan programático se acentuó aún más.
Con el Segundo estilo comienza la fase de madurez de la pintura romana, que empieza a desarrollar recursos técnicos, estéticos y simbólicos originales.
La pintura del segundo estilo exigía la integración del trabajo entre el arquitecto y el decorador, ya que el uso extensivo de la perspectiva pintada podía anular o distorsionar el efecto de la arquitectura real. El pintor debía saber manejar un amplio repertorio de técnicas para producir una ilusión convincente en grandes paneles que cubrían habitaciones enteras en un esquema unificado, y también debía conocer los medios de representación pictórica de una gran variedad de materiales y objetos inanimados, como jarrones de piedra y bronce, máscaras teatrales, fuentes, ornamentos dorados y objetos de cristal. El diseño se desarrollaba a menor escala en papel, y luego se trasladaba a las paredes mediante un sistema de cuadrícula, seccionando el dibujo y facilitando su ampliación.
Un célebre representante del Segundo estilo, aunque atípico por la presencia dominante de la figura humana, se encuentra en el triclinio de la Villa de los Misterios de Pompeya, una admirable serie de escenas con personas a escala natural situadas en un panorama arquitectónico que se asemeja a un telón de fondo teatral. Las escenas tienen una interpretación controvertida, puede ser que representen ritos de iniciación a los Misterios de Dionisio y/o ordenanzas prenupciales. Aunque fuertemente figurativo, la influencia arquitectónica que recuerda al estilo anterior se revela en el modelado muy estatuario de las figuras, con un diseño seguro y de gran calidad pero algo rígido, que acentúa su carácter monumental y racionalmente organizado. El conjunto está animado por el vibrante colorido y la variedad de actitudes de las figuras.
La fase tardía del Segundo estilo, desde c. 40-30 a. C, procede a la simplificación, evitando la ostentación del lujo en favor de ambientes más sobrios, encajando en la austeridad del gobierno de Augusto, no sin la protesta de algunos como Vitruvio, que deploran la sustitución de la sólida arquitectura anterior por modelos más elegantes y ligeros, que incorporan formas de figuras animales, vegetales y humanas, junto con arabescos, panoplias y ornamentos de carácter abstracto, miniaturizado y fantasioso, que sugieren la influencia oriental. Los frescos de la Villa Farnesina y la Casa de Augusto y la Casa de Livia  en Roma se encuentran entre los últimos ejemplos del Segundo estilo, ya en transición hacia la siguiente fase.
La cronología está fijada para Roma en el periodo entre el año 90 a. C. y finales del siglo I a. C., aproximadamente, y para Pompeya entre el año 80 a. C. y finales del mismo siglo.

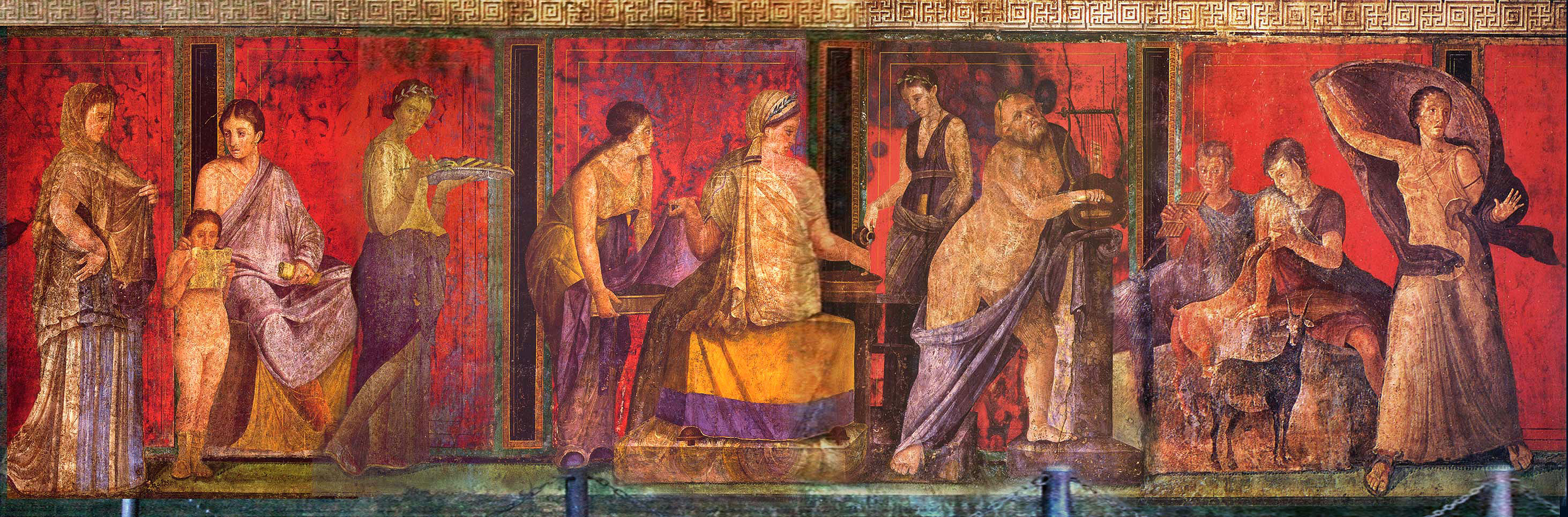
Iniciación al culto de Deméter, fresco de la Villa de los Misterios, Pompeya.

### Tercer estilo u ornamental
El Tercer estilo, u ornamental, representa la continuidad del Segundo en una versión más libre y ornamentada, más ligera y menos pomposa. Sus principales elementos constitutivos reflejan un eclecticismo común a todo el arte de la época de Augusto, e incluyen una tendencia clasicista, el gusto por copiar o derivar de los autores griegos y helenísticos antiguos, la influencia del arte egipcio y el florecimiento del género del paisaje. Las escenas en perspectiva ya tienden a no «perforar» las paredes, el efecto de profundidad se aplana, confiriendo sólo una modesta expansión virtual al espacio real del entorno. Proliferan los pequeños detalles y los motivos egipcios que conmemoran los triunfos de Augusto y Agripa en Egipto, aparecen colores oscuros —algunas salas son completamente negras— y se desarrolla una técnica metalingüística en la representación de cuadros dentro de cuadros. Sus primeros ejemplares datan de c. 15 a. C., localizados en la tumba-pirámide de Cayo Cestio en Roma, aunque no son de gran calidad. Muestras mucho más elevadas se encuentran en una villa posiblemente propiedad de Agripa Póstumo en Boscotrecase, cerca de Pompeya, pero su datación es incierta, y puede ser de muchos años después. Peter von Blanckenhagen considera los frescos de la Villa Farnesina como el hito fundacional del Tercer estilo, datándolos en el año 19 a. C., pero sus conclusiones son controvertidas.
La minimización de la importancia de la perspectiva arquitectónica en este periodo permitió a los pintores una división del trabajo: los maestros se encargaban de las escenas de paisaje, mientras que los marcos arquitectónicos estaban a cargo de ayudantes subordinados, lo que también se reflejaba en el salario que recibía cada uno. Los parietarii , pintores de los marcos, recibían la mitad de lo que ganaban los imagarii (imaginarios), creadores de las escenas de paisaje y las figuras. Los imaginarios debían dominar un espectro temático aún más amplio que los pintores del Segundo estilo, y debían ser capaces de recrear escenarios históricos de diversas épocas y representar figuras humanas en una gran variedad de actividades. La pintura adquirió un papel predominante en la decoración de interiores. Mientras que antes se dibujaban complejos mosaicos figurativos y policromos en el suelo, que competían visualmente con la pintura de las paredes y no hacían mucha discriminación jerárquica entre las distintas superficies de la sala, ahora la atención se centraba en las escenas pintadas en techos y paredes, y los suelos empezaron a decorarse con sencillos motivos geométricos en blanco y negro o en colores discretos, que servían de zona de descanso visual y dirigían la mirada hacia arriba en lugar de atraerla hacia abajo. Por otra parte, el espectador ya no necesitaba abarcar el conjunto de una sola vez, como se esperaba en la época anterior, y podía disfrutarlo en un itinerario progresivo, como si paseara por una galería de cuadros enmarcados, aunque los propios marcos siguieran siendo ficticios, pintados directamente en la pared. También cambió la simbología que rodeaba al poseedor de una villa elegante, y lo que se pretendía entonces era mostrarlo como un conocedor del arte culto y discreto, ya no como el patricio exhibicionista de la época tardo-republicana.
En esta época trabajó el pintor Estudio, a quien Plinio el Viejo reputa como el creador del género paisajístico de la decoración, aunque las pruebas reveladas por investigaciones recientes indican que el género ya se cultivaba desde hacía más tiempo. En cualquier caso, su influencia fue enorme, y Vitruvio también lo tenía en alta estima. También en esta época el teatro ganaba rápidamente en popularidad, y se encuentran muchas composiciones que muestran actores en escena, mientras que los temas de la vida popular se multiplican igualmente. El Tercer estilo floreció hasta el año 25 d. C., cuando se inició una transición de unos veinte años hacia el Cuarto estilo. En este intervalo, la perspectiva aplanada volvió a dar paso a ilusiones de profundidad más llamativas. Las escenas se redujeron a pequeños paneles centralizados, enmarcados por elementos de arquitectura fantasiosa, incluso extravagante e irracional, subdivididos en zonas compartimentadas, enriquecidas con nuevos motivos —guirnaldas, candelabros, tirsos— elaborados en un tratamiento lineal de gran atención al detalle. También fue importante en el Tercer estilo la reafirmación de la figura humana, que en la siguiente fase sería muy explotada.
El periodo en que este estilo se utilizó en Roma del año 15 a. C. al 40 d. C., aproximadamente, y en Pompeya del año 15 a. C. al 62-63 d. C.

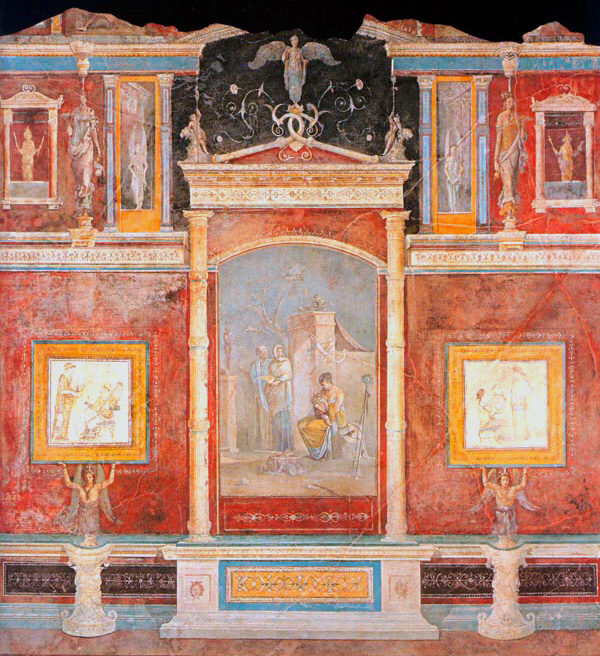
Fresco en la Villa Farnesina, Roma. Segundo estilo de transición hacia el Tercero.
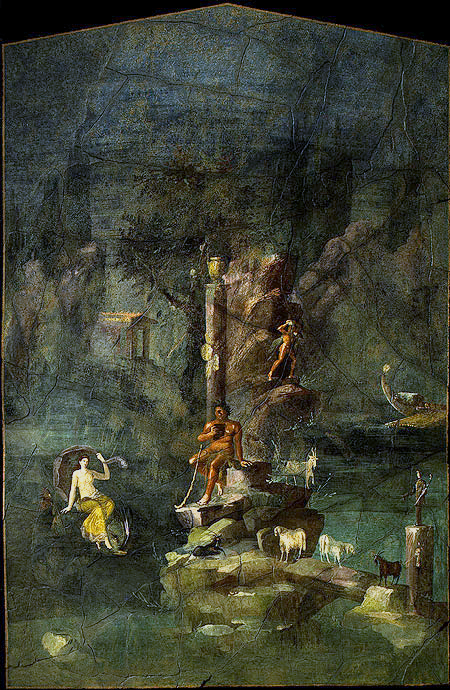
Villa Imperial, Boscotrecase
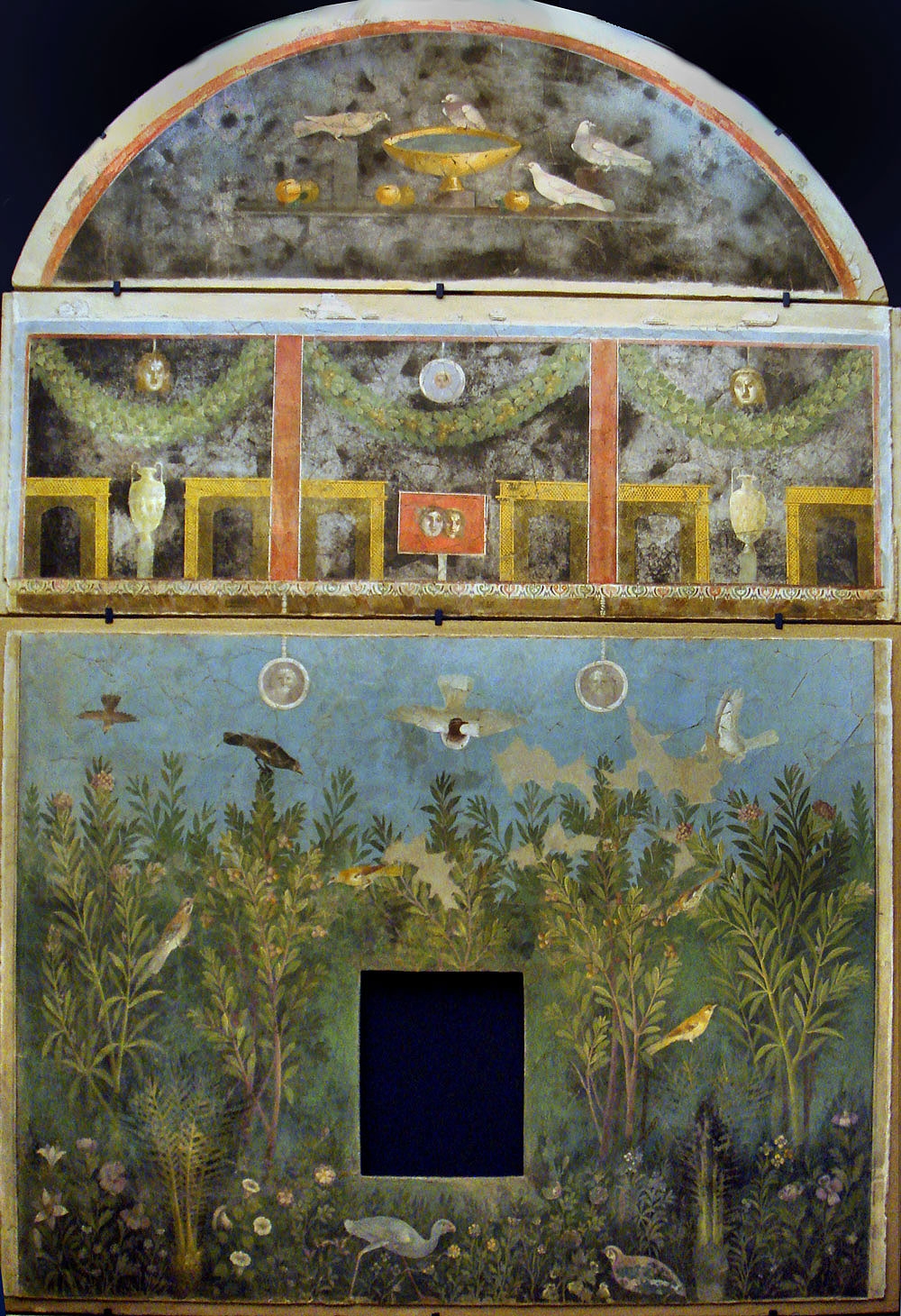
Casa del Brazalete de Oro, Pompeya
Villa imperial, Boscotrecase
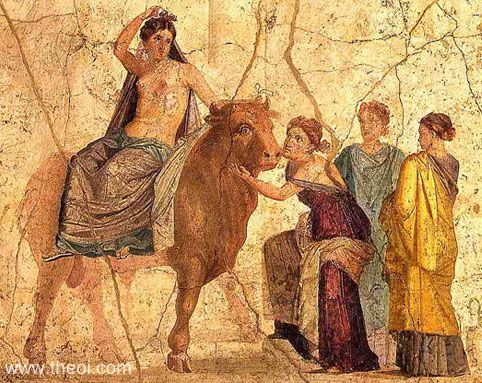
Europa montada en un toro, fresco de Pompeya. Museo Arqueológico Nacional de Nápoles

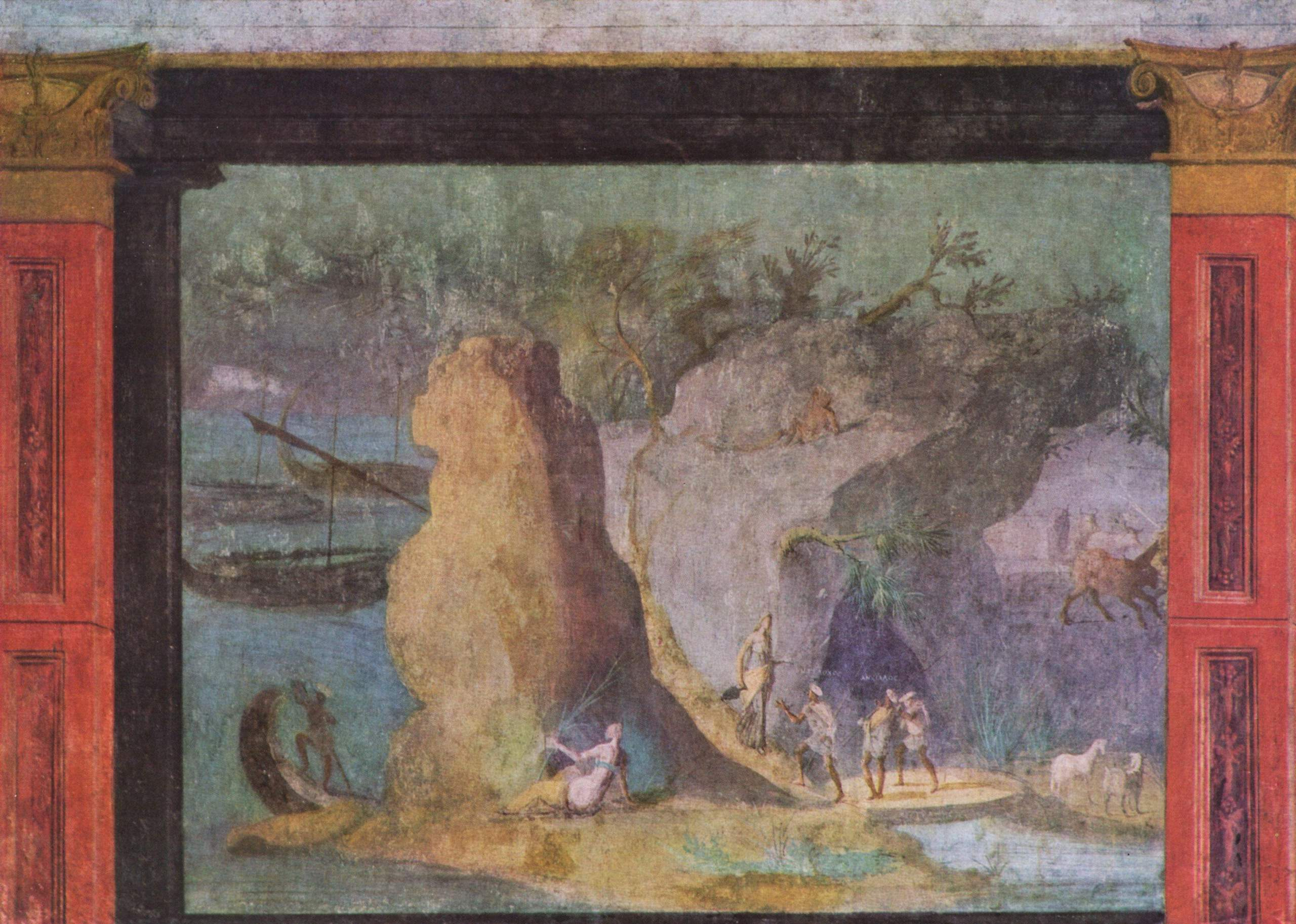
Cena de la Odisea, Villa de la via Graziosa sull'Esquilino, Roma
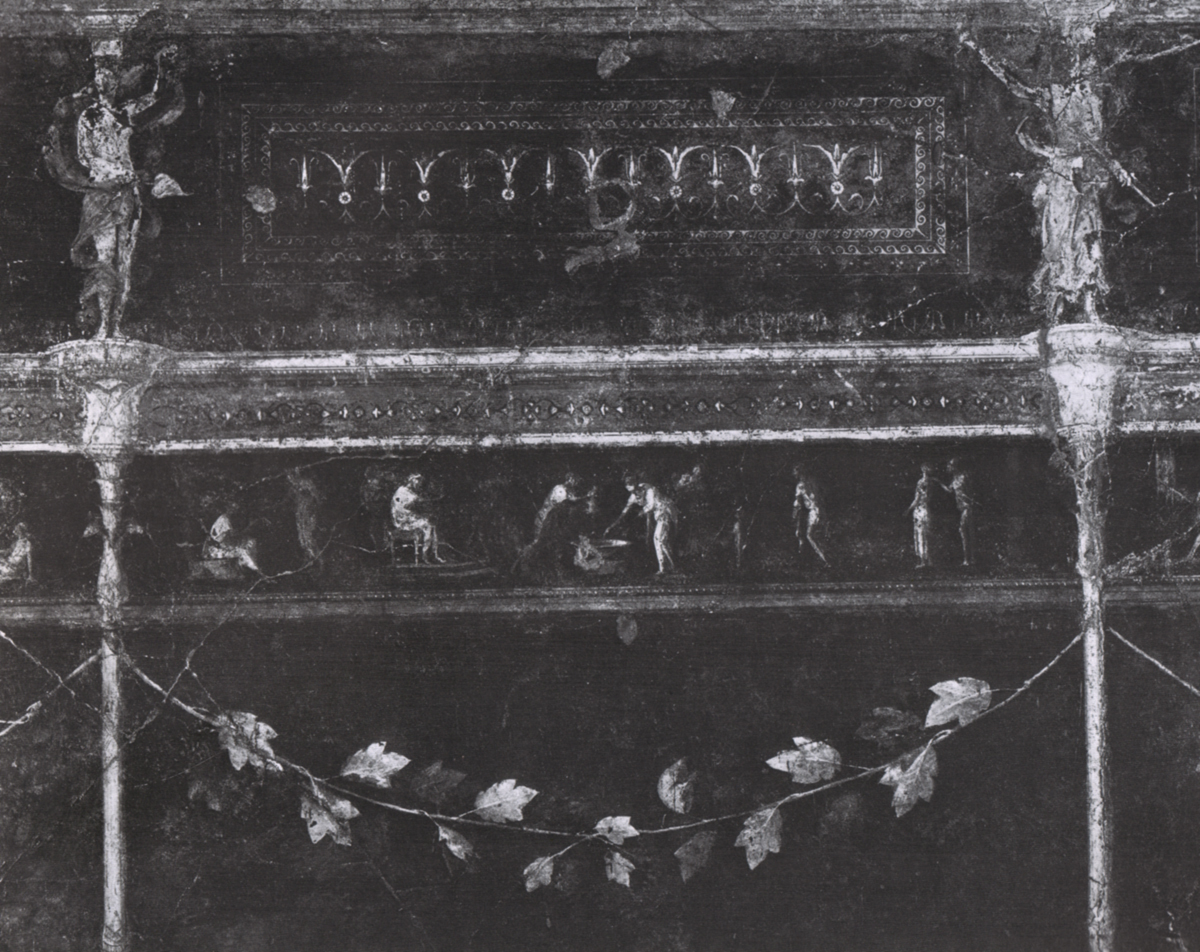
Sala Negra de la Villa Farnesina, Roma
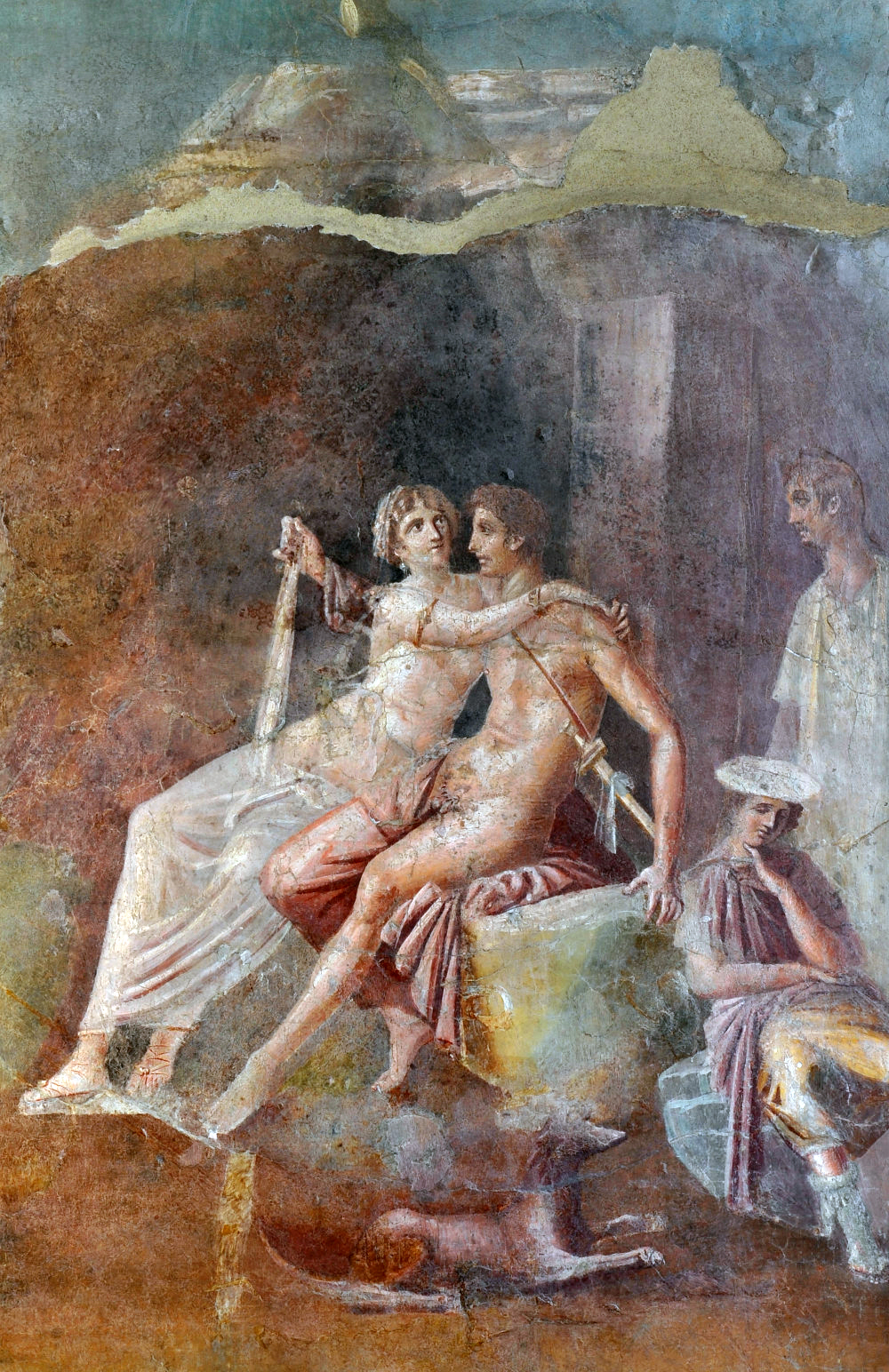
Dido y Eneas, Casa del Citarista, Pompeya
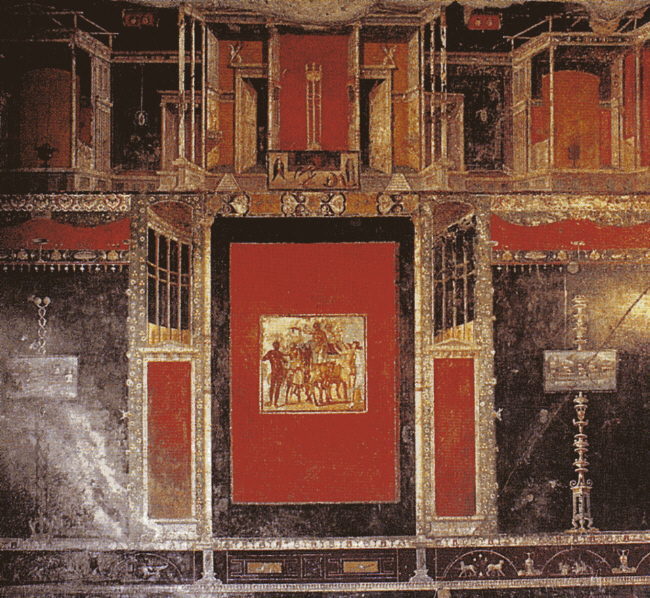
Casa de Lucrecio Frontón, Pompeya. Tercer estilo tardío

### Cuarto estilo o del ilusionismo arquitectónico
Finalmente, el Cuarto estilo apareció hacia el año 45 d. C. y, aún más que su predecesor, solo puede definirse a través de la palabra eclecticismo, recuperando elementos de estilos anteriores y elaborándolos en nuevas configuraciones. Algunas de sus características genéricas más evidentes son la inclinación hacia composiciones más asimétricas, la tendencia a utilizar colores más cálidos y brillantes, y un mayor refinamiento, variedad y libertad en las ornamentaciones. Además, las figuras son más animadas, la técnica de la pincelada se vuelve más libre, con un uso intensivo de las rayas para obtener sombras y volúmenes, acercándose a los efectos puntillistas, y se populariza la simulación pictórica de los tapices mediante el uso de grandes superficies de un solo color, con cenefas y bandas ornamentales. Ling describió el Cuarto estilo como menos disciplinado y más caprichoso que sus predecesores, siendo en su mejor momento delicado y deslumbrante, pero en manos poco hábiles podía resultar confuso y sobrecargado. Es el estilo del que tenemos mayor cantidad de reliquias, y precisamente por la abundancia de pruebas es la fase que mejor podemos estudiar, pero su evolución se hace difícil de aclarar por su heterogeneidad. Algunos de los primeros ejemplos del Cuarto estilo, aún en transición desde el Tercero, pueden verse en la Casa de la Columnata Toscana y en la Casa de Lucrecio Frontón, en Herculano, y en la Casa del Espejo y la Casa de Menandro, en Pompeya. También destacan las decoraciones de la Casa de Neptuno, la Casa de los cupidos de oro, la Casa de los enamorados, la Villa Imperial  y la Casa de los Vetti en Pompeya, la basílica de Herculano y la Domus Aurea.

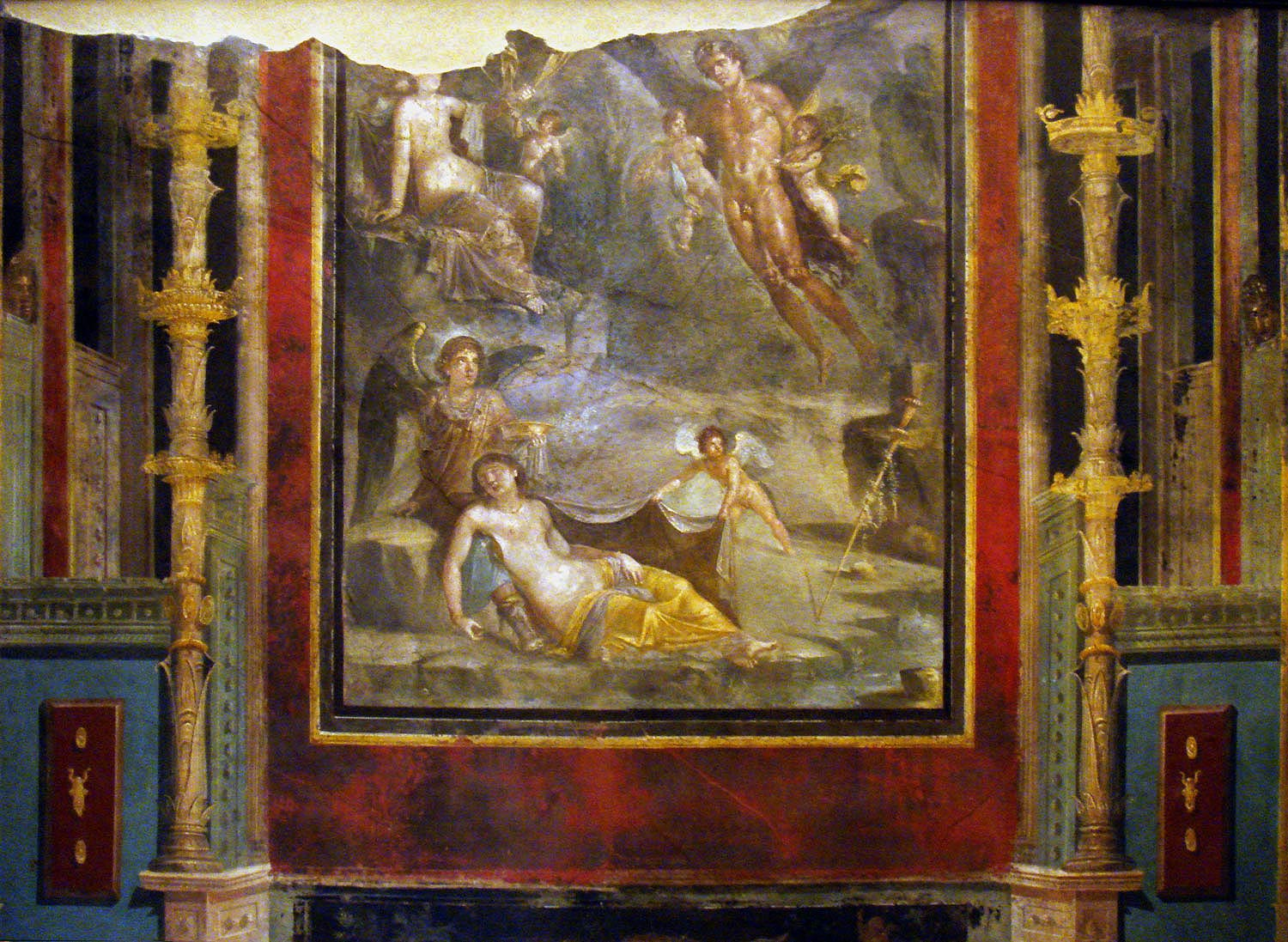
Boda de Céfiro y Cloris, Casa de la Flota, Pompeya.

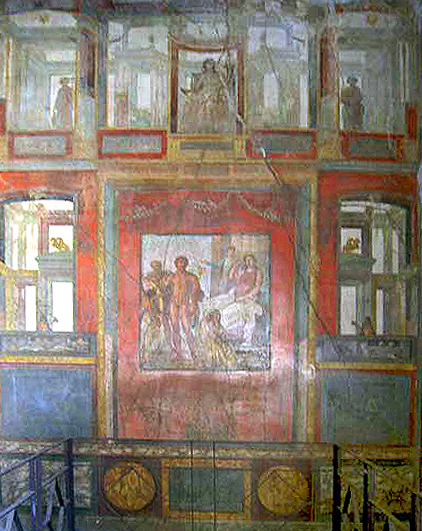
Casa de los Vetii, Pompeya.

También se produjo un aumento de la decoración pictórica de los techos durante el Cuarto estilo, con una mayor variedad de soluciones plásticas, mucho más fantasiosas que en fases anteriores, pero con el predominio de esquemas centralizados que se propagaban en patrones concéntricos, y con una mayor integración entre la pintura y los relieves de estuco. John Clarke propuso la subdivisión de esta fase en cuatro modos principales de expresión —Tapiz, Liso, Teatral o Escenográfico y Barroco—, en lugar de una descripción mediante la cronología, ya que coexisten varias tendencias. Pero la variedad de soluciones es muy grande y esta subdivisión no es unánime entre los investigadores, ya que muchos de ellos prefieren evitar las delimitaciones estrictas en un contexto caracterizado por la multiplicidad. No obstante, una breve descripción de estos tipos puede arrojar una luz auxiliar para la comprensión del Cuarto estilo polimorfo.
- El tipo Tapiz apareció antes que los demás durante una década, y luego se fusionó con los demás. Su nombre deriva de la imitación del efecto de la tapicería —que se había convertido en una moda en la decoración de interiores— estableciendo zonas con tratamiento independiente entre sí y cenefas y rayas que simulan flecos y brocados. También se produjo un cambio en el color, con una diversificación de la paleta y la vuelta a la predominancia de los tonos claros y brillantes.[20]

- El tipo Plano acentúa la bidimensionalidad del muro, alternando superficies de color puro con otras que muestran escenas en zonas delimitadas, y su efecto se basa en los contrastes. Este modo suele encontrarse en las casas menos lujosas, era más sencillo y barato, pero un artesano hábil podía producir con él una impresión de notable elegancia con medios muy sucintos.[21][22]

- El tipo Escenográfico se ha asociado a Nerón, cuyo gusto por las novedades excitantes y el teatro condujo al desarrollo de una decoración basada en los decorados teatrales. Su Casa Transitoria (Domus Transitoria) y la Casa Dorada (Domus Aurea), dos ricos palacios que mandó construir, estaban ornamentados con estas pinturas. Cuando se redescubrieron las ruinas de la Casa Dorada en la época del Renacimiento, su decoración causó un efecto inmediato y electrizante. Varios artistas importantes de la época, como Rafael Sanzio, Miguel Ángel, Ghirlandaio, Maarten van Heemskerck y Filippino Lippi se apresuraron a ver lo que se consideraba una auténtica revelación, y muchos de ellos dejaron sus propios autógrafos en las paredes. Como las ruinas estaban enterradas, al principio se pensó que formaban parte de una cueva artificial (grotta, en italiano), y por ello sus paneles decorativos, extravagantes y a la vez delicados, recibieron el nombre de grutesco (grottesche), que se convirtió en una fiebre en el Renacimiento, imitado para la decoración de palacios en varios países.[19] Se considera a Fámulo como el inventor del modo escenográfico, y Plinio vuelve a darnos información interesanteː «Más recientemente vivió Phamulus, un personaje grave y serio, pero pintor de estilo florido. De este artista hay una Minerva que tiene la apariencia de mirar siempre al espectador, desde cualquier punto que se mire. No pinta más que unas pocas horas al día, y entonces con gran gravedad, pues siempre está de pie con su toga, incluso en medio de sus quehaceres. El palacio dorado de Nerón fue la prisión de las obras de este artista, por lo que poco se puede ver en otro lugar».[23]

- El tipo barroco, como sugiere la palabra, muestra una gran exuberancia y vitalidad y el tratamiento de las figuras tiende a ser dramático, con una técnica de gran libertad en la pincelada que hace un uso frecuente de la línea discontinua para crear el efecto de claroscuro y volumen y una elaborada mezcla de colores. Los escenarios de la Basílica de Herculano, la Casa de la Flota en Pompeya y las Habitaciones de Penteo e Ixión en la Casa de los Vettii son buenos ejemplos de esta tendencia.[24][19]

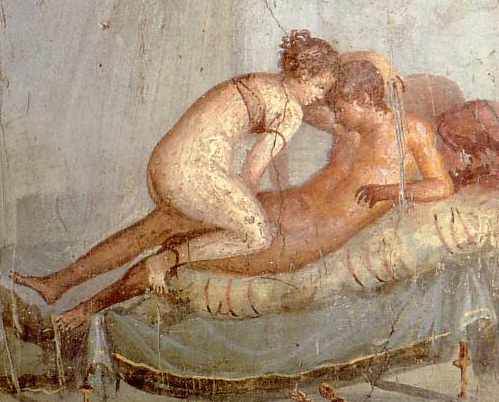
Escena erótica, Casa del Centenario, Pompeya.
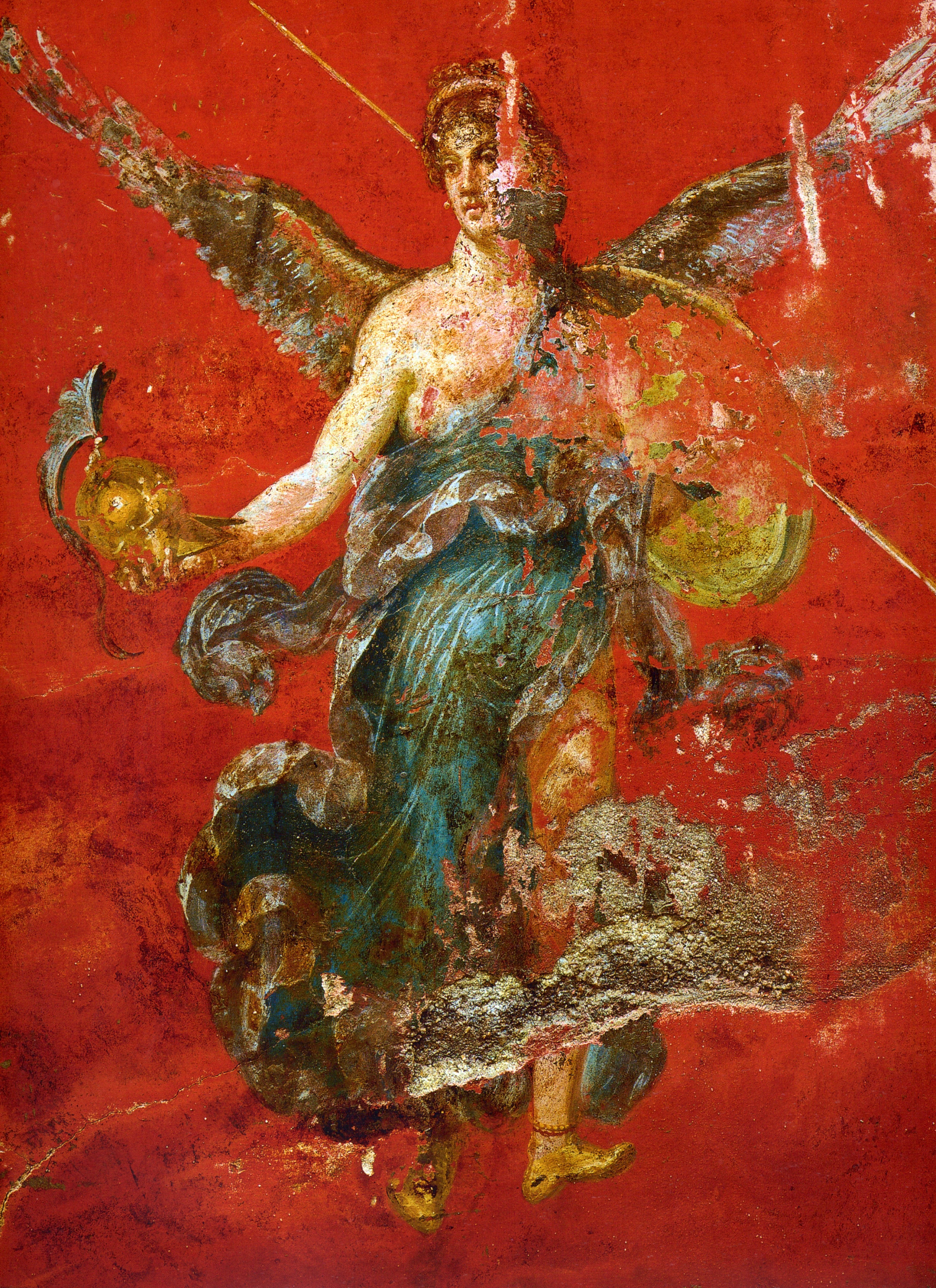
Musa, Albergue de los Sulpicios (Hospitium dei Sulpicii), Pompeya.
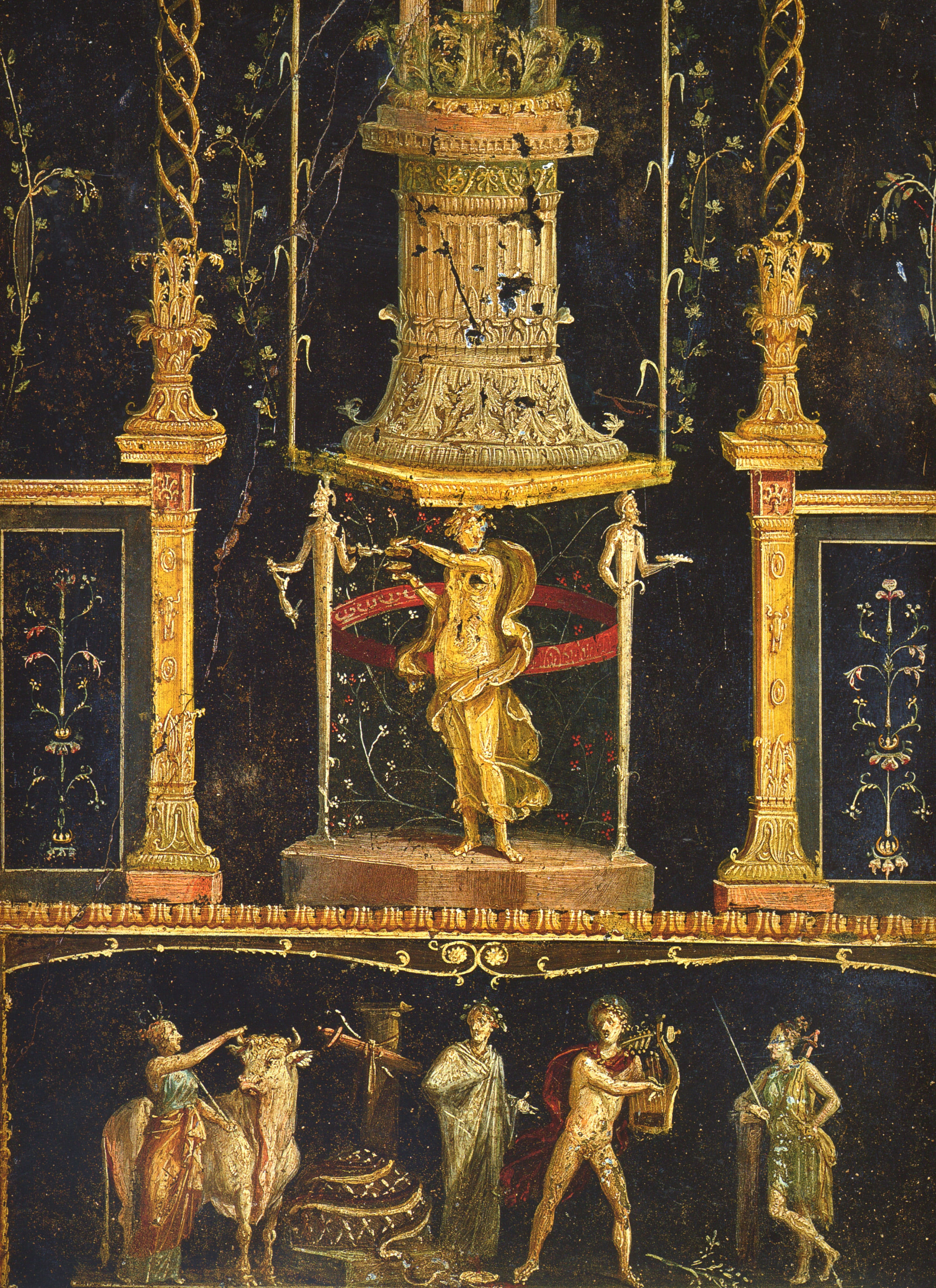
Casa de los Vettii, Pompeya.
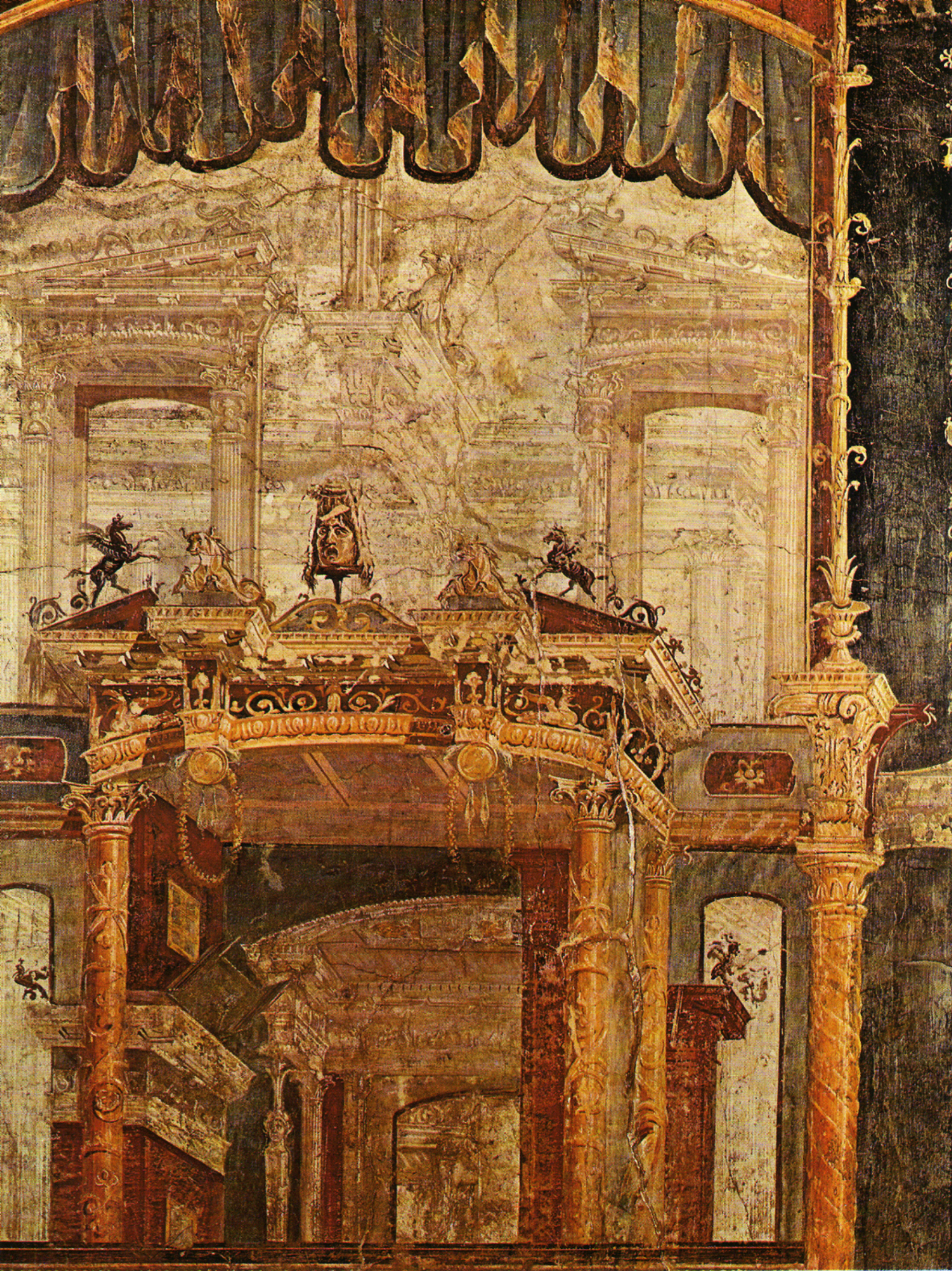
Basílica de Herculano.
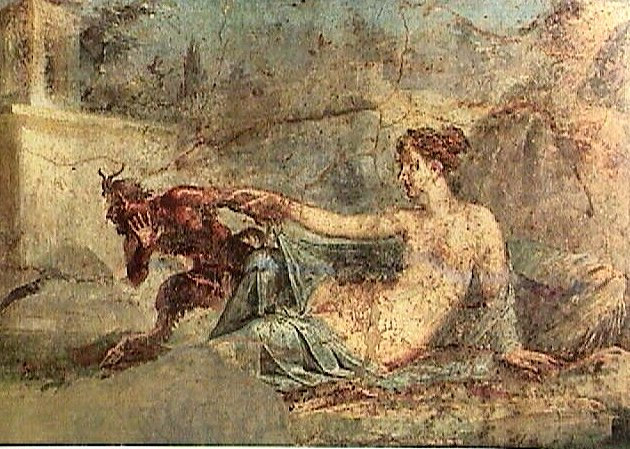
Pan y Hermafrodito, fresco en Pompeya, Museo Arqueológico Nacional de Nápoles.

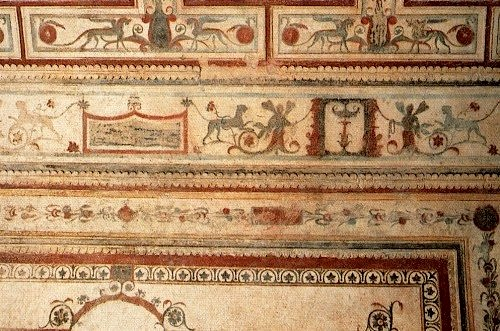
Domus Aurea en Roma.
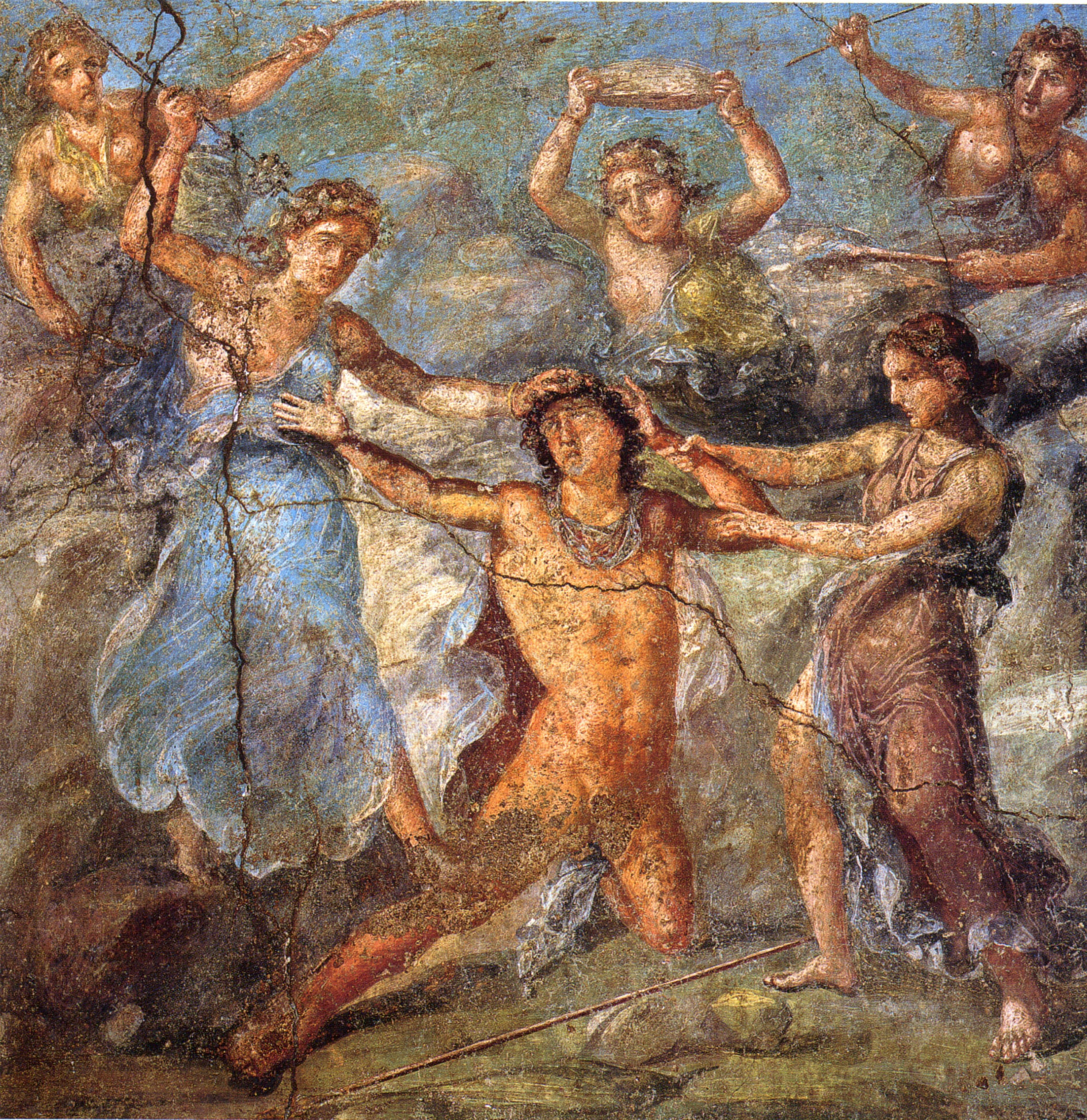
Penteo, Casa de los Vettii, Pompeya.
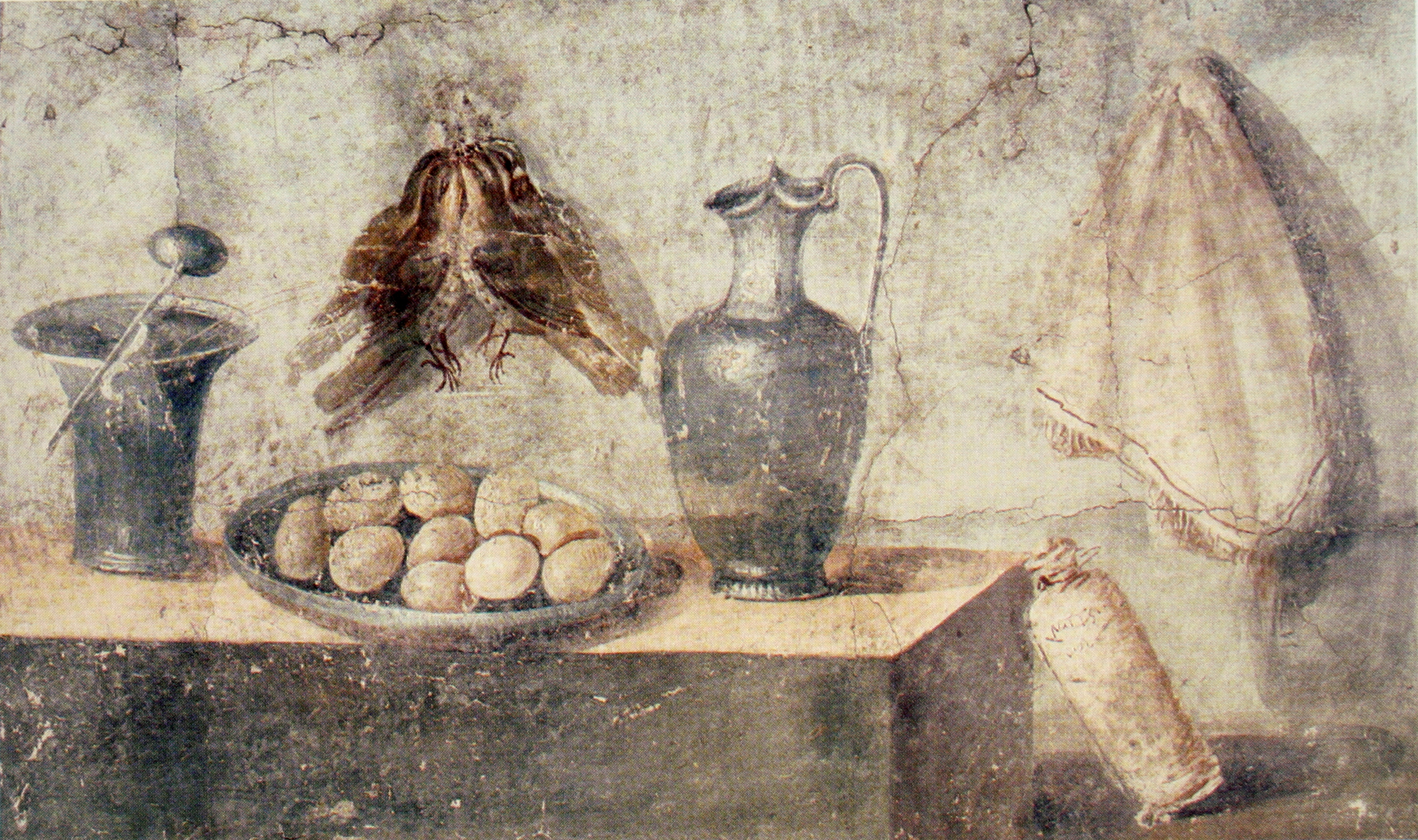
Naturaleza muerta en la Casa de Julia Felix, Pompeya.
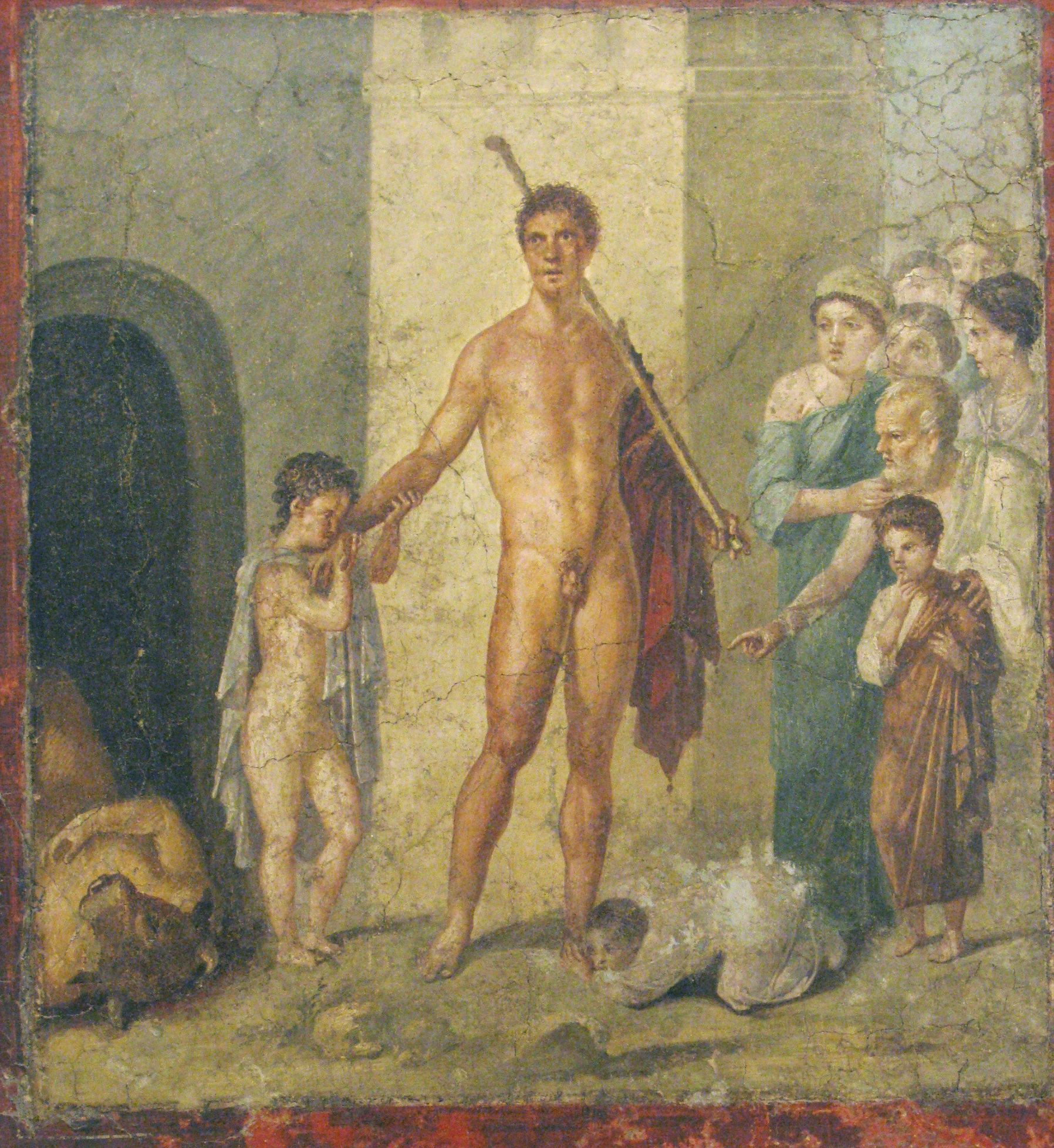
Teseo liberando a los niños del Minotauro, Museo Arqueológico Nacional de Nápoles.

## España
Floreció en España el cultivo del mosaico romano durante la dominación de Roma al estilo de la metrópoli y de ello son testimonio fehaciente los magníficos ejemplares que se guardan en el Museo Arqueológico Nacional de España y en los de Tarragona, Barcelona, Gerona, Pamplona, Lugo, Córdoba y Sevilla cuyas composiciones son de asuntos mitológicos y motivos geométricos. 
Pero fuera de estas labores artísticas apenas se conservan otras de género pictórico en la Península correspondientes a la época y al estilo romano sino fragmentos decorativos murales, hallados en Cartagena con otros de Tarragona de estilo más o menos pompeyano y las decoraciones de la necrópolis romanas de Mérida y Carmona entre las cuales figura un banquete funerario. El único ejemplo importante de pintura romana de la península ibérica pertenece al santuario de Santa Eulalia de Bóveda (Lugo), datado a finales de imperio y con un repertorio iconográfico vegetal y con distintas especies de aves.

## Géneros particulares

### Retratos

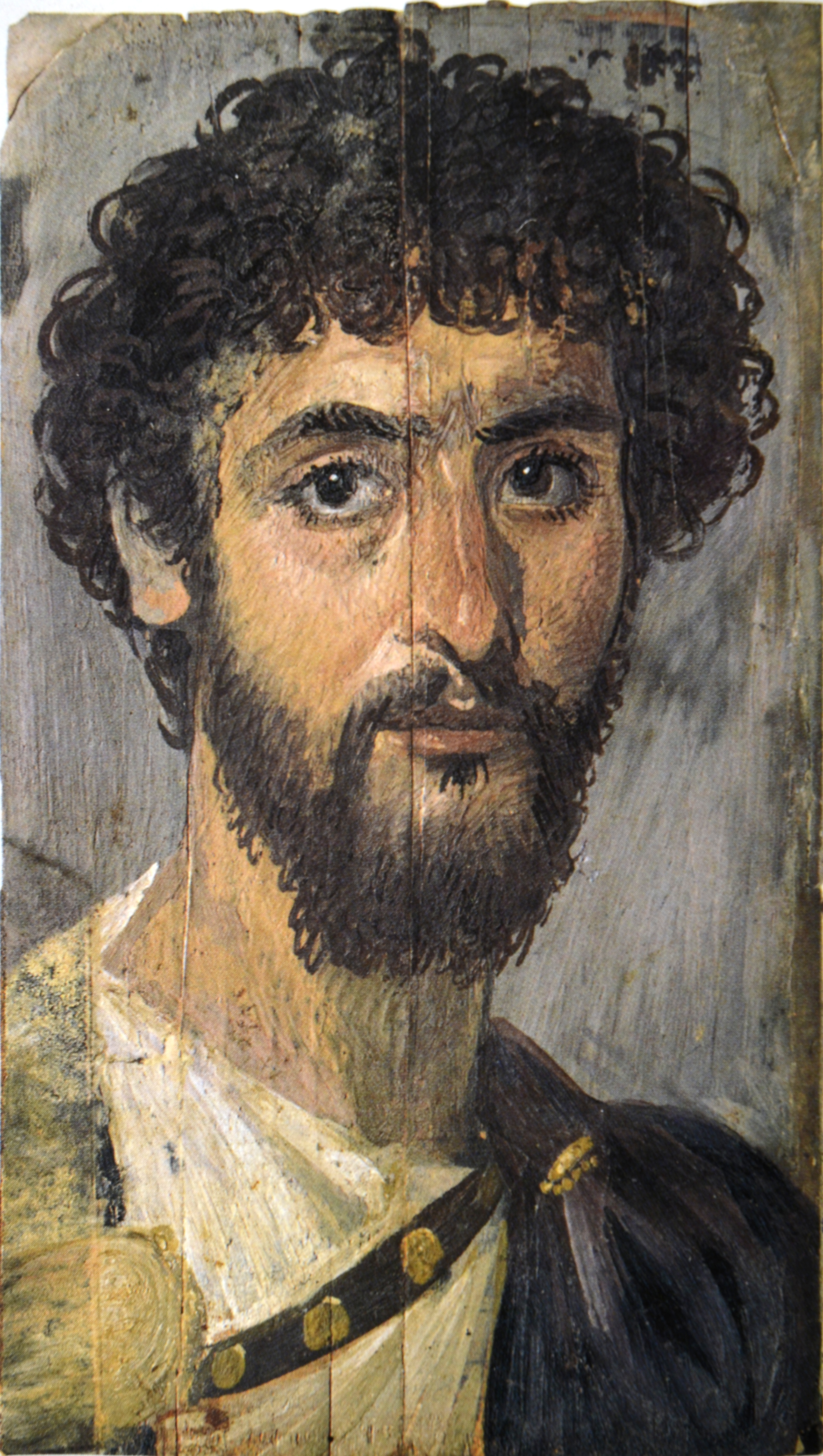
Retrato de un hombre con barba, Fayum

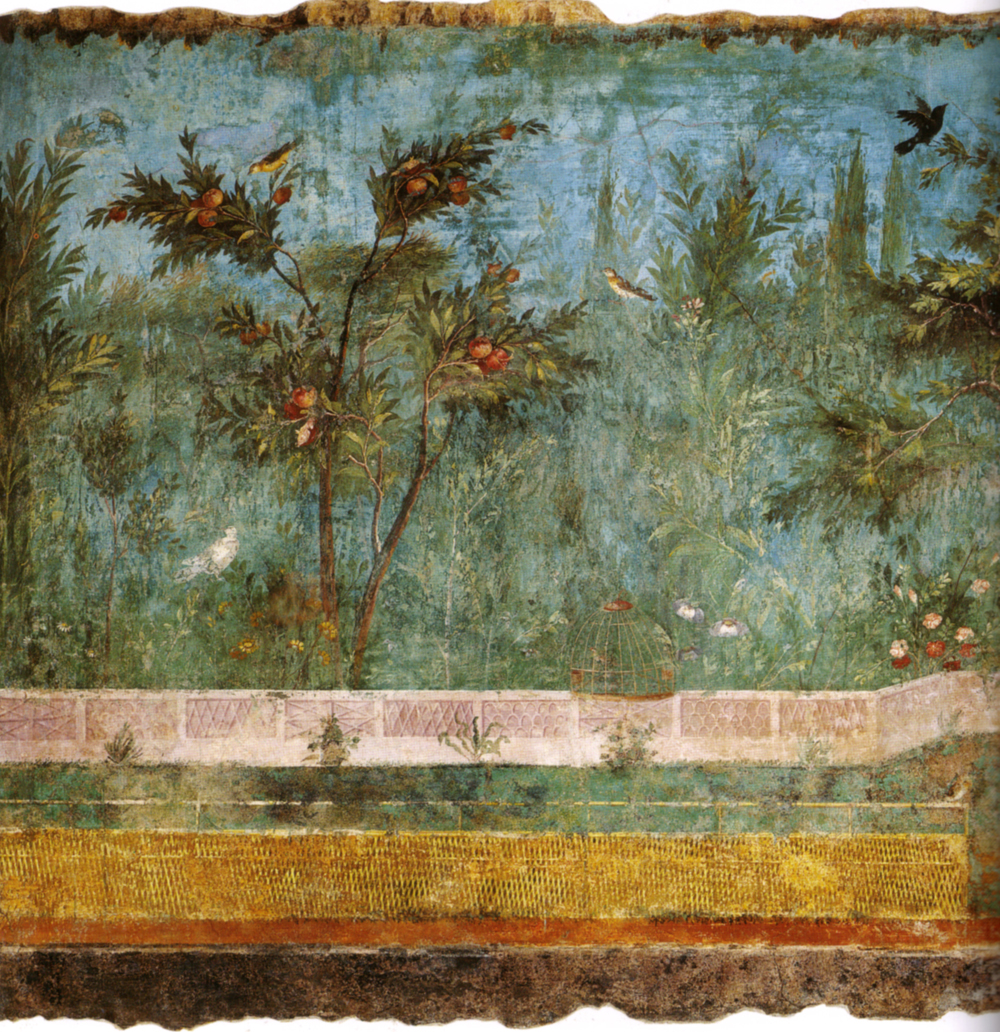
Fragmento del paisaje de la Villa de Livia, Roma

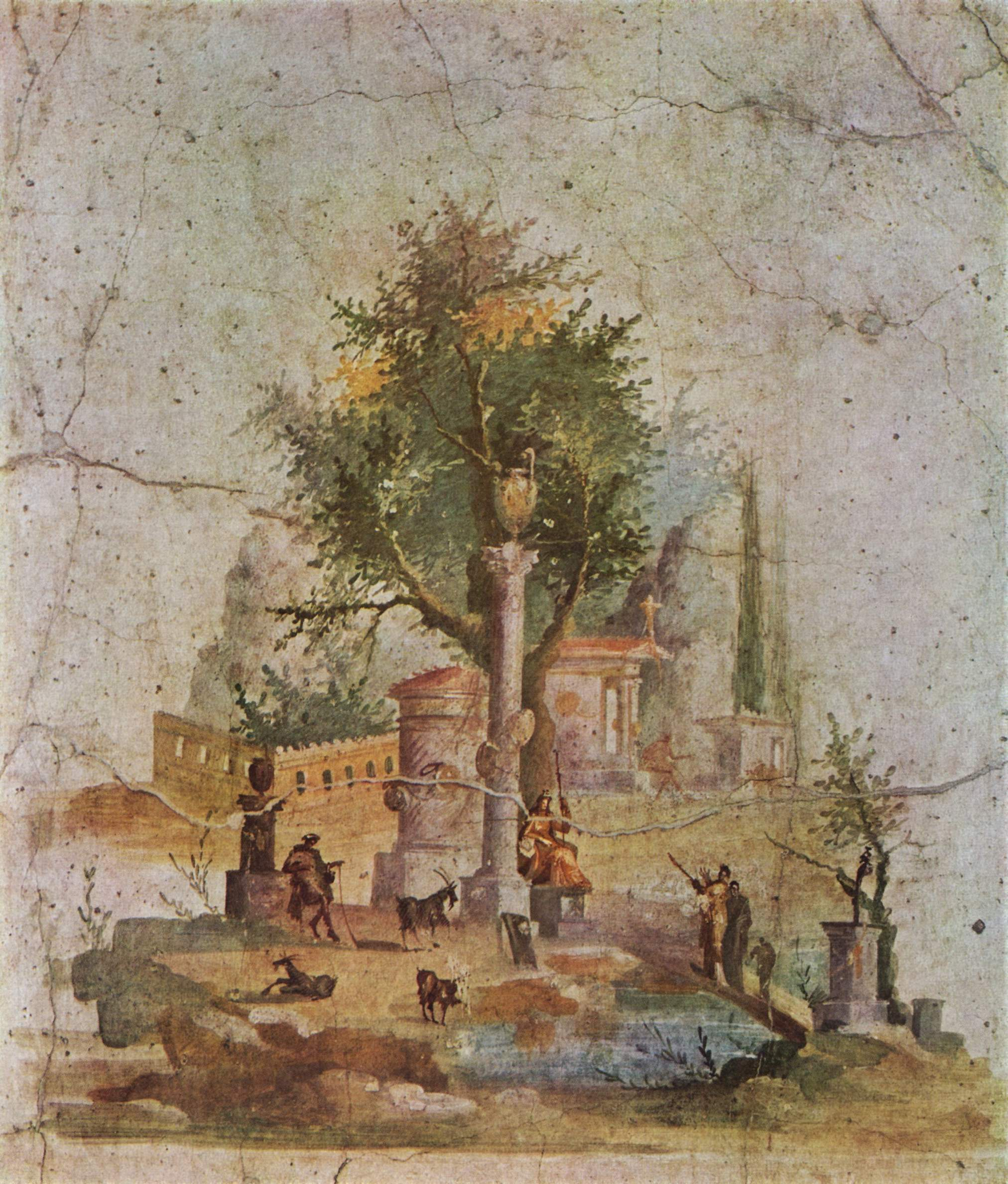
Paisaje sacro-idílico en Villa Boscotrecase

Los retratos merecen un comentario aparte porque eran un elemento importante en el sistema religioso y social romano. La costumbre de retratar a los muertos tenía una larga tradición. En los hogares de las residencias, espacios sagrados, se instalaban efigies de los antepasados como homenaje perpetuo, y en las procesiones organizadas por las élites aparecían de forma destacada los retratos familiares, para dar fe de su linaje patricio. Estas efigies podían estar esculpidas en forma de bustos o cabezas, modeladas en cera o terracota como máscaras mortuorias, o pintadas en medallones y escudos, y solían presentar detallados rasgos fisonómicos, haciendo creer que eran fieles retratos. Cuando se generalizó el uso de los entierros, en sustitución de las cremaciones de los muertos, este tipo de imágenes también pasó a formar parte de los contextos sepulcrales.
El uso del retrato no era exclusivo de los romanos, ya que desde el helenismo se había hecho común en todo el Mediterráneo, no solo como recuerdo de los muertos, sino también como ofrenda a los dioses y como alabanza a los vivos, especialmente emperadores, generales y otras personalidades. Pero los ciudadanos de a pie también podían tener sus rostros eternizados en un retrato, ya que la técnica de la pintura tenía un coste relativamente bajo, a diferencia de la estatuaria. Sin embargo, en la época de Plinio, las prácticas conmemorativas empezaban a perder fuerza en la metrópoli, aunque todavía sobrevivían en las provincias. Los retratos pintados encontrados en Italia son extremadamente raros. Se conservan algunas en Pompeya y Herculano, pero la mayor y más importante colección de este género de obras se ha recuperado en el Egipto romano, siendo especialmente famoso el grupo de retratos de El Fayum. Parte de este grupo, de unas mil piezas, exhibe un notable naturalismo, y la mayoría están datadas entre el siglo I y siglo III d. C., realizadas en encáustica o al temple. Allí los retratos se asociaban a la momificación, y se colocaban sobre el rostro del muerto a modo de máscaras mortuorias, dentro de sarcófagos.

### Paisajes y arquitectura
Debido a su importancia para la pintura occidental hasta nuestros días, conviene tratar con más detalle el género del paisaje, que floreció notablemente entre los romanos a partir del reinado de Augusto. No parece que los romanos quisieran reproducir ningún paisaje real, sino que recogían elementos de diversos panoramas para componer escenas fantasiosas e indiferenciadas. A veces se piensa que los paisajes fueron un producto del arte alejandrino, inspirado en la poesía bucólica de Teócrito y poetas afines, pero no se ha recuperado ningún ejemplo de esa región, y todo hace pensar que se trata de un género autóctono italiano, aunque posiblemente influenciado por las tradiciones helenísticas. Ya se ha mencionado que el inventor del género fue Estudio, pues así lo afirma Plinio el Viejo: «Fue él quien instituyó esa técnica tan deliciosa de pintar paredes con representaciones de villas, pórticos y jardines paisajísticos, bosques, montañas, lagos, canales, ríos, costas... de hecho, todo tipo de cosas que uno pudiera desear, y también muchas representaciones de personas dentro de ellas caminando o navegando, o, de vuelta a tierra, llegando a las villas en burros o en carruajes, y también pescando, cazando o incluso arando la tierra y cosechando uvas (...) y muchos otros temas tan vivos que indican un talento vivaz (...) y muchos otros temas vivos como estos, indicativos de un talento vivo. Este artista también inició la práctica de pintar representaciones de ciudades costeras bajo las arcadas de las galerías públicas, produciendo así encantadoras vistas a un coste mínimo».
Pero algunos expertos no creen que la afirmación de Plinio sea del todo correcta, ya que investigaciones recientes apuntan a importantes ejemplos paisajísticos precursores, como el Jardín de Livia, pintado en su villa romana, que, según Boardman, Griffin y Murray, no puede vincularse a Estudio, sino que es posible más bien que diera un rasgo innovador a una tradición preexistente. Esto parece seguro teniendo en cuenta la preferencia romana de la época imperial por una representación de la naturaleza sometida, ordenada y embellecida por el espíritu humano, que se manifiesta pictóricamente en forma de interpenetración entre arquitecturas complejas y jardines cultivados formales. Esta asociación ya se encontraba entre los griegos, que convencionalizaban la naturaleza para servir a fines decorativos —como el notorio caso de la estilizada hoja de acanto de los capiteles corintios— y era una tradición también en Oriente Próximo, cuyas prácticas hortícolas fueron imitadas por los romanos y quedaron, según Woksch, subordinadas a consideraciones arquitectónicas racionales. También se ajustaba al programa ideológico de la época de Augusto, que pretendía expresar la idea de que los romanos de la época vivían en un mundo regido por una voluntad divina en el que imperaba el orden, un orden que era preservado en la tierra por el emperador divinizado. Muchos de estos paisajes suelen denominarse «sacro-idílicos», ya que representan un santuario o monumento sagrado en cuyo entorno se reúnen diversos grupos de personajes, con un telón de fondo de claras cualidades poéticas y evocadoras.

### Pintura Triunfal
De nuevo Plinio nos habla de la práctica de la pintura triunfal en la época imperial, que representaba episodios de batallas, las procesiones triunfales tras las victorias militares y los mapas, que se representaban para resaltar los puntos clave de las campañas. Según él, el efecto ilusionista de las pinturas era tan eficaz que realmente engañaba al público. Flavio Josefo describe un ejemplo de pintura triunfal ejecutada con motivo del saqueo de Jerusalén por Vespasiano y Tito, diciendo que «incluso se representó el incendio del templo, y las casas cayendo sobre sus propietarios».

### Pintura popular
̟

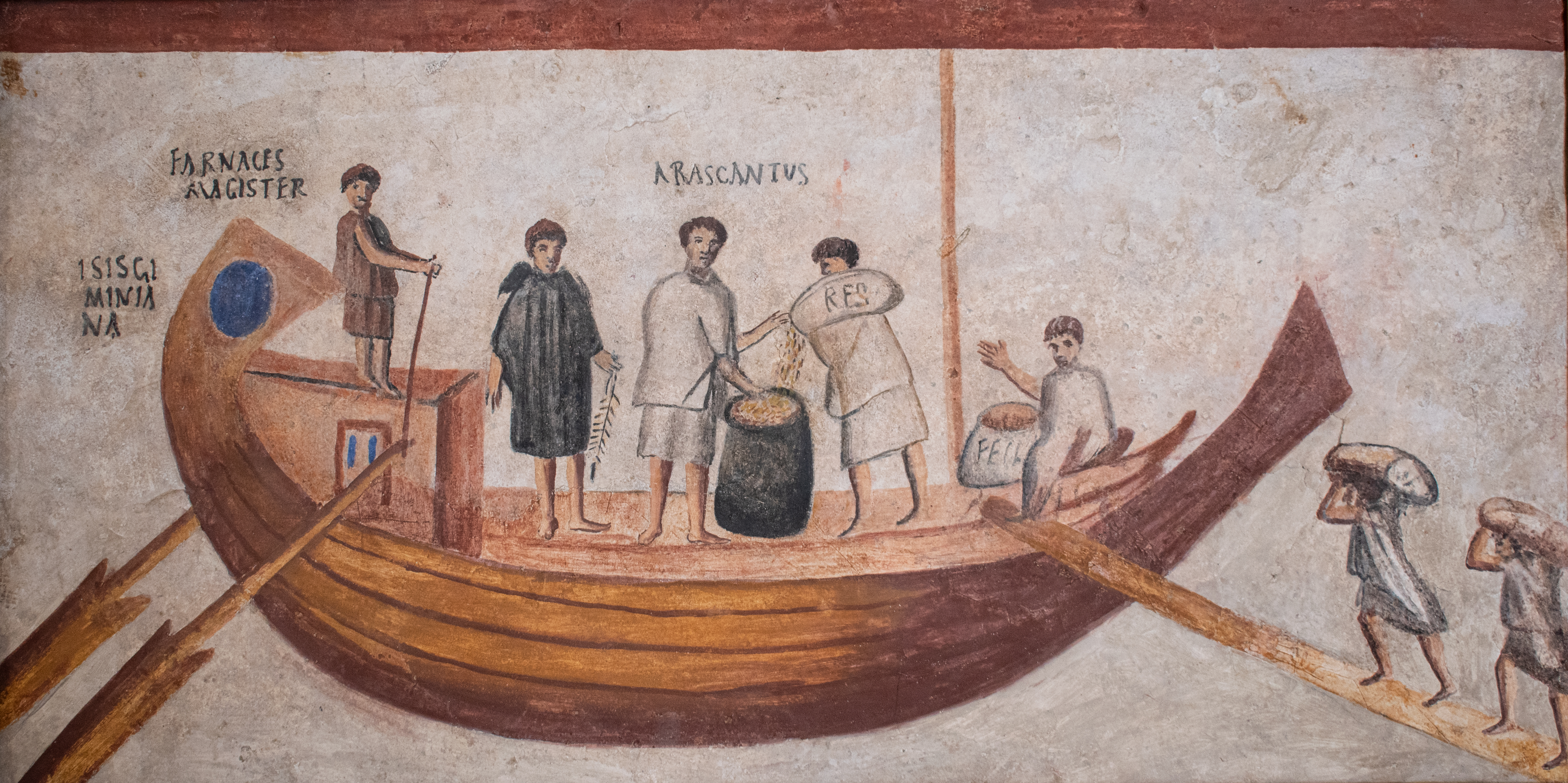
Pintura funeraria de Ostia.

La descripción realizada sobre los cuatro estilos de pintura informa sobre el desarrollo de la gran tradición heredada de los griegos y helenistas, de carácter erudito, pero especialmente en la zona vesubiana han sobrevivido muchos ejemplos que deben ser estudiados en el contexto de la cultura popular. En su mayoría tratan temas locales, con episodios de la vida real de la población en sus quehaceres cotidianos, otros muestran procesiones, escenas de culto e imágenes de dioses, y otros evidentemente funcionaban como paneles publicitarios de tiendas y talleres. Esta colección heterogénea presenta a menudo rasgos toscos, y su unidad interna es débil, pero no son raras las imágenes dotadas de encanto y de cualidades ingenuas muy interesantes, además de ser expresiones auténticas de la voz del pueblo. De ahí que sean de gran valor para la comprensión de la vida romana en su conjunto.

## Materiales y técnicas

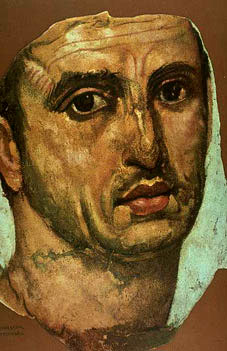
Retrato en encáustica, Egipto.

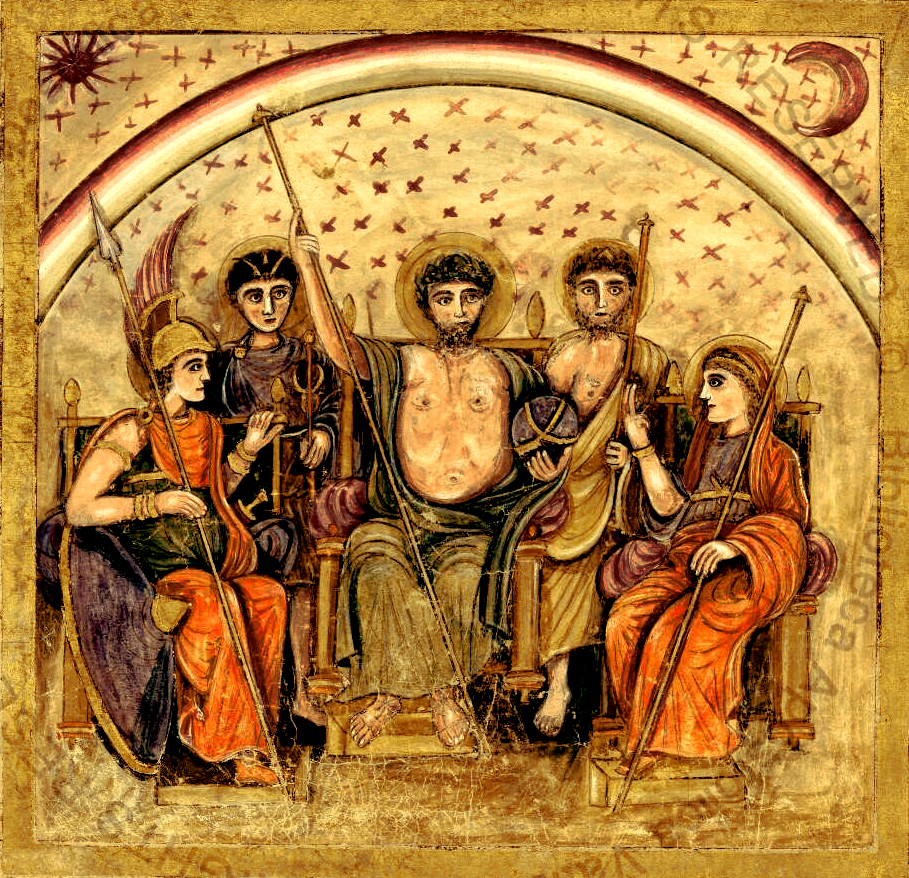
Asamblea de los Dioses, iluminación en el Virgilio romano (Vergilius Romanus).

Los materiales utilizados por los romanos dependían del género de la pintura. Los soportes eran madera, tela (lino) y marfil para los paneles portátiles, y piedra y estuco para la pintura mural. Para Plinio el Viejo la verdadera pintura era la realizada sobre paneles de madera, y lamentaba que este género estuviera cayendo en desuso en su época para satisfacer las ostentosas exigencias de la moda de las élites, que preferían los frescos parietales. Los pigmentos se obtenían en general a partir de minerales y esencias vegetales y animales. Sin embargo, sólo tenemos información detallada sobre la técnica de la pintura mural que dejaron Plinio y Vitruvio en sus escritos. Vitruvio escribió extensamente sobre los métodos de preparación de la pared y mencionó que era posible obtener siete colores puros a partir de minerales pulverizados y nueve compuestos, también de origen mineral, a partir de un complejo proceso de preparación. Los distintos tonos de negro se conseguían calcinando resinas, grasas animales, huesos o madera, y el famoso y costoso púrpura era producto de ciertas especies de moluscos. El azul celeste se preparó mezclando ciertos metales y vidrio pulverizado y calcinado. Para aumentar el brillo o la transparencia de los colores una vez secos, se podían utilizar algunos procedimientos, como la aplicación de mezclas de cera y aceite, y el pulido con paños impregnados de ceniza de vela para el acabado.
Si el artista utilizaba la verdadera técnica del fresco, cuando el pigmento se aplicaba directamente sobre una base de estuco fresco, los colores estaban limitados por la reacción química de los materiales entre sí. Así, solo podían utilizarse con seguridad cuatro tonos —el amarillo, el negro, el blanco y el rojo, un patrón consagrado por los griegos— que eran permanentes, mientras que los demás colores tenían una duración incierta. Aun así, Vitruvio enseñó a añadir colores adicionales después del secado, pintando con encáustica sobre la base pintada al fresco. Plinio, por su parte, informó detalladamente de varias formas de obtener una amplia gama de gradaciones con solo los cuatro colores básicos mediante el uso de veladuras sucesivas con diferentes tonalidades. Sin embargo, quedan varios aspectos de la técnica de la pintura mural romana que aún no se han desentrañado.
La otra técnica que se puede estudiar con más detalle es la encáustica, que puede aplicarse en la pared o en la madera. Los mejores ejemplos son los retratos sobre madera encontrados en Egipto. La encáustica utiliza un medio de cera para fijar el pigmento, y el artista debe tener una gran agilidad y seguridad en la pincelada, ya que debe trabajar rápidamente mientras la cera está caliente y fluida. Así, las pinceladas son muy visibles y los colores brillantes, lo que permite crear imágenes de gran sensibilidad, poesía y vivacidad.
Plinio también habla de las pinturas sobre lienzo y cita el ejemplo de un enorme retrato del emperador Nerón de 120 pies (c. 36 m) de altura, que fue destruido por un rayo, pero no da más detalles. Se refiere en muchos lugares a otras obras portátiles, pero no describe su técnica. Por último, hay que referirse a la ilustración de los manuscritos, conocida como iluminación. Esta práctica, que consistía en la aplicación de pigmentos (generalmente en la técnica del temple) sobre pergamino, estaba ya muy extendida en el helenismo tardío. En Roma se conocen ejemplos desde el siglo I, que aparecen en el libro Hebdomades vel de imaginibuss de Marco Terencio Varrón. Otra es del V o VI, en una copia de la Ilíada, pero su estilo sugiere una inspiración en fuentes más antiguas. Se conservan dos ejemplares de obras de Virgilio del V con ilustraciones. En cuanto al texto cristiano, el único ejemplo temprano conocido antes de la disolución del imperio es el Ítala de Quedlimburgo, del que solo se conserva un fragmento.

## Composición, copia e invención

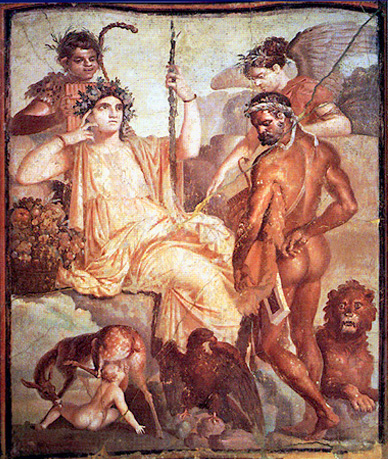
Hércules encontrándose con su hijo Télefo, Basílica de Herculano.

Para la composición de las pinturas murales, los romanos revelaron la misma inclinación ecléctica que mostraron en otras artes. A partir de un amplio repertorio de figuras y motivos legados por los griegos y helenos, se sintieron libres de copiar directamente elementos formales de diversas fuentes para la creación de una nueva composición, o de alterarlos a voluntad para satisfacer el gusto de sus mecenas, lo que les confiere un carácter a menudo unitario, especialmente visible durante los estilos III y IV. Así, su estilo general tiende a ser incoherente y fragmentario, con abundancia de citas de otros autores y poca preocupación por una potente unidad compositiva. El cuadro Hércules encontrando a su hijo Télefo en la basílica de Herculano suele citarse como ejemplo por excelencia de esta característica. También se encuentran varios ejemplos de escenas que evidentemente derivan del mismo modelo, pero con variaciones significativas entre ellas, y con diferentes áreas que reciben tratamientos muy distintos. Sin embargo, hay que recordar que este aspecto polifacético es una apreciación moderna, y los romanos probablemente veían las cosas de otra manera.
De hecho, en general tenían una opinión muy positiva de la copia y se enorgullecían de su papel como émulos de una tradición que reconocían como grande. Gran parte de la crítica estética hasta el primer Imperio se dedicó, según Clarke, a descubrir los mejores métodos para una buena imitación de los modelos establecidos, una búsqueda que tenía un fundamento tanto ético como estético. Griffin dice que las representaciones mitológicas tenían sobre todo una función pedagógica y moralizadora, porque «eran ejemplares, porque ilustraban y explicaban algo del orden del mundo y de las relaciones entre los hombres y los dioses».
Plinio decía que la mejor pintura era la que imitaba perfectamente la naturaleza, y que debía ser lo más realista e ilusionista posible. Vitruvio, sin embargo, se lamentaba de que en su época se abandonara la imitación de la naturaleza en favor de lo fantasioso. Es posible que se trate de una opinión conservadora, ya que otros escritores, como su contemporáneo Quintiliano, afirmaban que la imitación por sí misma, aunque de gran valor, no lo era todo, y que debía complementarse, en un artista maduro y creativo, con la reflexión personal. La fantasía era indispensable ya que, por ejemplo, al retratar a los dioses, de los que no se conocían prototipos auténticos, no había ningún objeto «real» que pudiera imitarse, por lo que era obligatorio recurrir tanto a la imaginación como a los autores de la antigüedad, que fijaban los tipos canónicos. Aun con opiniones distintas, el ambiente estético en su conjunto en todo el Imperio parece haber seguido concediendo gran importancia a la imitación de los antiguos para el aprendizaje de un vocabulario formal de eficacia probada en el tiempo y comprendido por todos en una vasta región. Así, componer una obra en la que el conocimiento de autores importantes se revelaba en citas visuales de diversas fuentes era una muestra de la erudición del artista y servía para aumentar su fama

## La pintura tardo-imperial y su posteridad

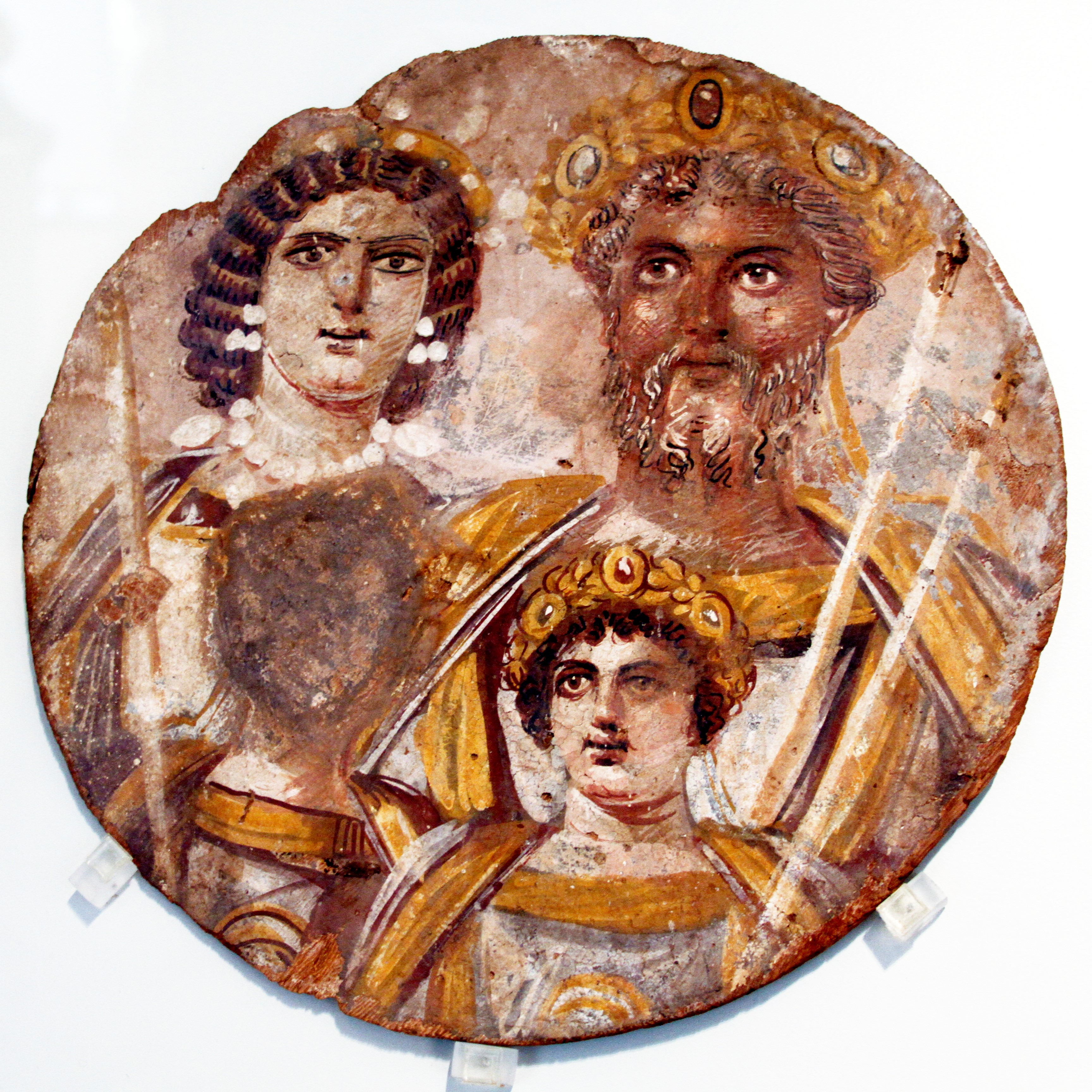
Retrato del emperador Septimio Severo con su familia, siglos -.

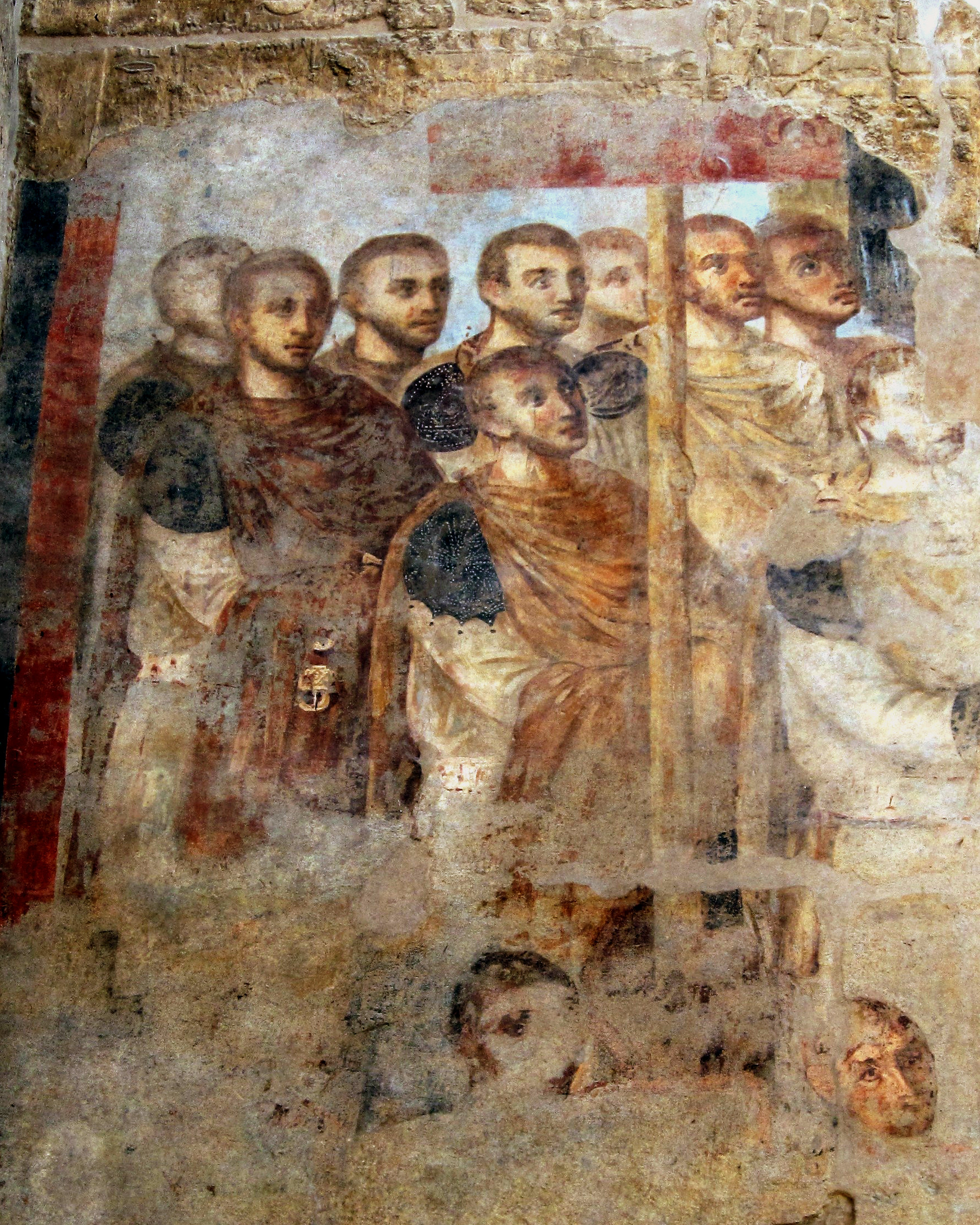
Fragmento de mural en el templo de Luxor, Egipto,.

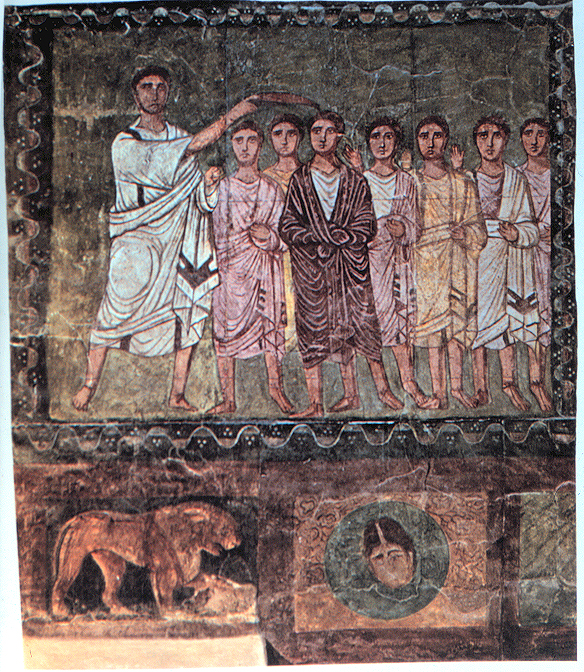
Samuel ungiendo a David, Sinagoga de Dura Europos, Siria,.

Tras la destrucción de Pompeya y Herculano, a finales del siglo I d. C., la pintura decorativa romana continuó en una línea que no hacía más que variar las soluciones plásticas de finales del Cuarto estilo. Cuando reinaba Adriano, que había nacido unos años antes de que el Vesubio sepultara esas dos ciudades, parece que en la región de Ostia Antica ya se practicaba un arte diferente, que actuaba como vanguardia de los parámetros que luego se generalizarían, aunque la escasez de ejemplos de pintura mural tardo-imperial hace que sea arriesgado afirmar algo con mucha certeza. Entre los rasgos más llamativos de la colección ostiense se encuentra el aparente desprecio por el rigor de la plomada y la escuadra, que en épocas anteriores había creado convincentes ilusiones de perspectiva y arquitecturas bastante exactas, para dar paso al dibujo lineal de forma libre, muy al margen de las coordenadas ortogonales. En cualquier caso, a finales del siglo II el sentido de solidez y la racionalidad de la arquitectura figurativa se habían disuelto. Esto llevó a algunos críticos modernos a ver en esta fase un declive de la calidad, pero la transformación puede haber reflejado simplemente los cambios en los valores estéticos de la época. También hay una tendencia al alargamiento y la esquematización de las siluetas, el uso de contrastes más dramáticos y una vuelta parcial a las fórmulas abstractas que recuerdan al Primer estilo. En los techos, la cubierta abovedada se popularizó, dando lugar al desarrollo de esquemas pictóricos basados en diagonales o en geometrías más complejas, con bellos ejemplos en la Casa de las Cúpulas Pintadas, en Ostia, del siglo III. La colección de reliquias pictóricas a partir del siglo II y hasta finales del siglo V, que marca el final del Imperio romano de Occidente, es bastante escasa, pero en los últimos años han aparecido nuevas imágenes en diversos lugares de Europa con el aumento de la investigación arqueológica. Uno de los mejores ejemplos que se conservan de la pintura tardo-imperial no es pagano, sino que pertenece a un contexto hebreo, y data del siglo III, encontrado en la sinagoga de Dura Europos, en la provincia de Siria, mostrando las primeras representaciones conocidas de escenas del Antiguo Testamento.
Pero la mayor novedad de esta fase es el desarrollo de una nueva iconografía religiosa con la aparición del cristianismo. Las pinturas paleocristianas no alcanzaron una visibilidad relevante hasta después del siglo II. En primer lugar, porque en sus inicios no eran más que bosquejos creados por un grupo pequeño y generalmente inculto con escasos recursos artísticos, pero también porque el cristianismo primitivo compartía gran parte de la aversión judía a la creación de imágenes. Paulino de Nola, un cristiano acaudalado del siglo III, todavía necesitaba justificarse por haber hecho pintar imágenes de seres vivos en las paredes de las iglesias que había reconstruido, diciendo que «La mayoría de la gente de aquí no sabe leer. Estas personas, acostumbradas durante mucho tiempo a cultos profanos en los que su vientre era su Dios, se convierten finalmente en prosélitos de Cristo al admirar las obras de los santos de Cristo reveladas (por las pinturas) a los ojos de todos. Ved cómo se reúnen tantos de todas partes y cómo contemplan ahora maravillados las escenas con sus mentes piadosas pero rudas... Por ello, nos pareció una obra útil embellecer alegremente las casas de (San) Félix con pinturas por todos lados...».
Además, en ocasiones esta religión se enfrentó a persecuciones que impidieron un florecimiento artístico, e incluso cuando fue oficializada por el imperio los cristianos más distinguidos seguían apreciando la cultura clásica y sus modelos formales derivados del paganismo. Para estos era relativamente fácil reinterpretar los antiguos mitos en forma de alegorías y aplicarlos al nuevo culto, y en este sentido las representaciones paganas seguían siendo aceptables como medio de difusión de máximas moralizantes y como vínculo con los paganos en la creencia común en una vida después de la muerte. Esta asociación entre cristianismo y paganismo era ya visible de forma velada en los escritos de San Pablo, donde abundan las alusiones a la majestuosidad de Cristo, que eran una clara transposición a un nuevo contexto de las apologías imperiales de la época de Augusto, y entre el siglo II y ̺III un consistente proceso de elaboración de un repertorio iconográfico específicamente cristiano, pero cuyas fórmulas visuales eran mucho más antiguas. No es de extrañar que en la imaginería paleocristiana, Cristo pudiera ser representado del mismo modo que Apolo, el dios del sol, iluminando el mundo, como Orfeo pacificando a las «bestias» (paganos) con su «música» (doctrina), o como un filósofo clásico enseñando a sus discípulos los secretos de la nueva filosofía. Con el progresivo aumento del prestigio del cristianismo, estos elementos adquirieron más peso en la cultura romana tardo-imperial.
Los primeros ejemplos de pintura paleocristiana se encuentran en las catacumbas, y los motivos son los mismos que en las decoraciones paganas: guirnaldas de flores, animales, cupidos, alegorías y figuras humanas de significado ambiguo. Algunas de ellas son más claras y muestran a personas en oración y las figuras simbólicas del pez y el Buen Pastor. En el siglo III aparecen escenas de los Evangelioss, del Antiguo Testamento y de las leyendas cristianas, pero su estilo y calidad son muy desiguales. A finales del siglo III, la ligereza y la gracia dan paso a una remodelación de los cánones clásicos y en el siglo siguiente se perfila una estética diferente, más pesada, esquemática y con tendencia a la abstracción, que desembocará en la formación del estilo bizantino, con Constantinopla como principal centro de irradiación. Cuando el cristianismo recibió el apoyo oficial con el Edicto de Milán en el año 313, se inició un programa de construcción de numerosas iglesias y basílicas, cuya decoración interior constituye el logro artístico más importante de la época tardo-imperial. Aunque sus paredes y cúpulas se cubrían a menudo con mosaicos, técnica que entró rápidamente en el gusto general de la decoración de los templos cristianos, en otros se prefería el fresco, y como tales templos se erigían con el patrocinio de la élite, cuando no de la propia familia imperial, el nivel de calidad superaba con creces la pintura primitiva de las catacumbas, y es de lamentar que prácticamente todas esas obras desaparecieran en las reformas posteriores.

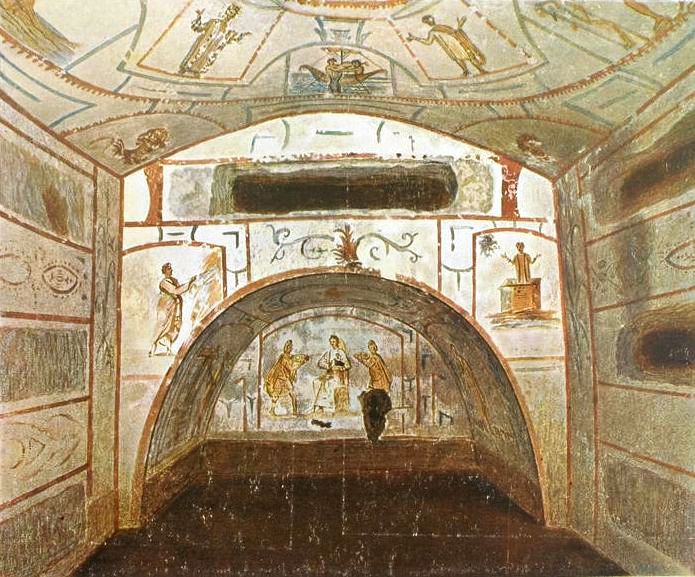
Catacumbas de Marcelino y Pedro, Roma
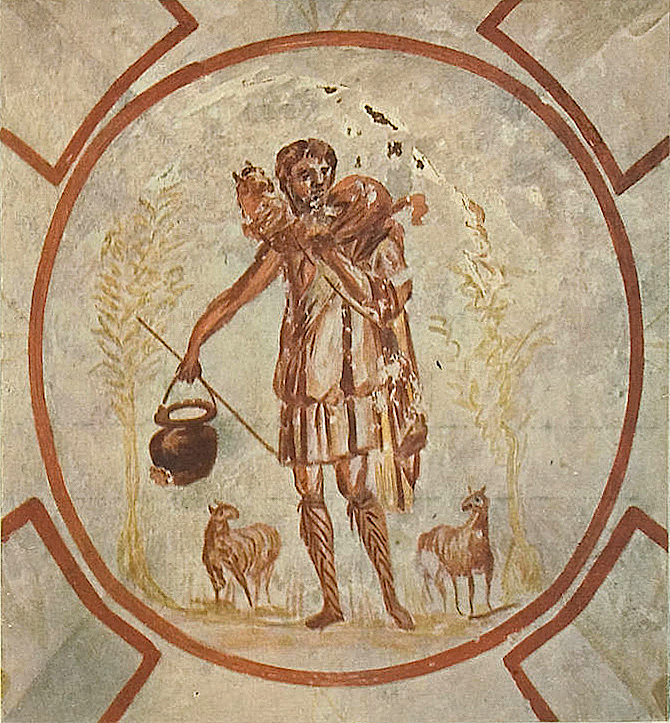
El Buen Pastor, Catacumbas de San Calixto, Roma
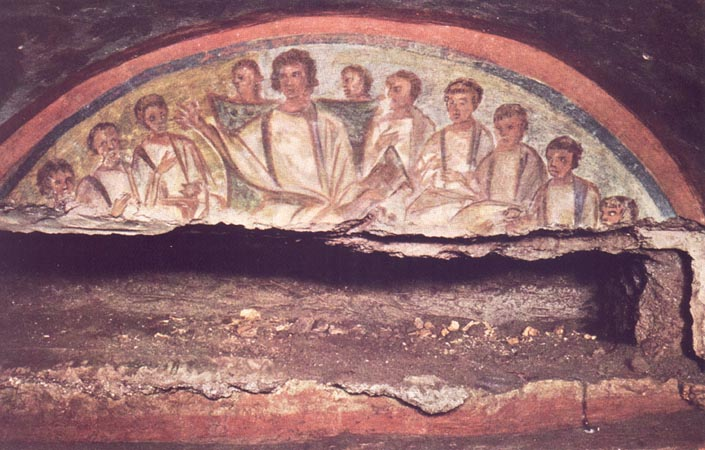
Cristo enseñando a los Apóstoles, repitiendo escenas paganas de filósofos con sus alumnos, Catacumbas de Domitila, Roma
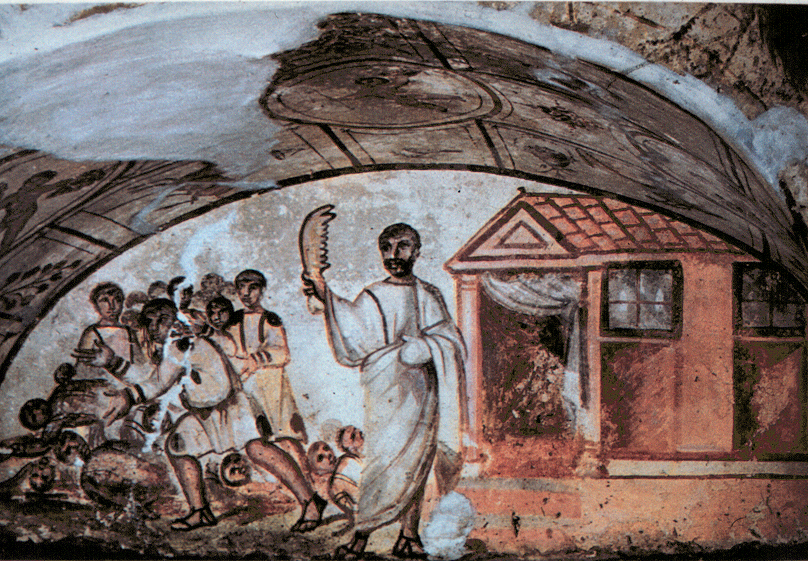
Sansón y los filisteos, Túmulos de la Vía Latina, Roma

### Legado
La pintura romana tardo-imperial fue la base formativa de la pintura bizantina, y sus ecos permanecen vivos hasta nuestros días a través de las tradiciones artísticas conservadas por la Iglesia ortodoxa, mientras que para Occidente siguió sirviendo de inspiración para la elaboración de elementos formales y esquemas decorativos de la Alta Edad Media, especialmente en el Renacimiento carolingio. La pintura de la Antigua Roma siguió ejerciendo una influencia nada desdeñable a lo largo de la Edad Media europea, influyendo también en los estilos románico y gótico. En esta época, los ejemplos murales y las pinturas portátiles estaban prácticamente perdidos para el medievo, pero todavía se podían estudiar muchos mosaicos antiguos, que eran transposiciones de principios pictóricos a otro soporte, y aún se disponía de una buena colección de manuscritos antiguos con relatos de las artes romanas, que seguían instigando la imaginación de los artistas, especialmente cuando la presencia ocasional de ilustraciones en los manuscritos ilustrados daba referencias inmediatas.
Su gran importancia en el Renacimiento ya ha sido tratada anteriormente y no es necesario repetirla, pero finalmente hay que mencionar que en el siglo XVIII, con la renovación del interés por la cultura de la antigüedad clásica y los nuevos descubrimientos arqueológicos en la región del Vesubio, la pintura romana volvió a estar en el candelero. Los ejemplos excavados provocaron un importante debate, sobre todo en Francia —donde dominaba la pintura rococó—, en torno a sus cualidades austeras y objetivas, que se consideraron un remedio para los supuestos defectos de frivolidad y sensualidad de la escuela imperante, convirtiéndose en un elemento importante en la constitución de la pintura neoclásica, cuyo marcado historicismo rayaba a menudo en la exactitud arqueológica. Su influencia perduró hasta el siglo XIX, y bajo una atmósfera romántica los ejemplos de la antigüedad romana seguían siendo fuente de inspiración para pintores y decoradores, moda que se mantuvo hasta finales de siglo, cuando coexistió con las primeras manifestaciones de la vanguardia premodernista.

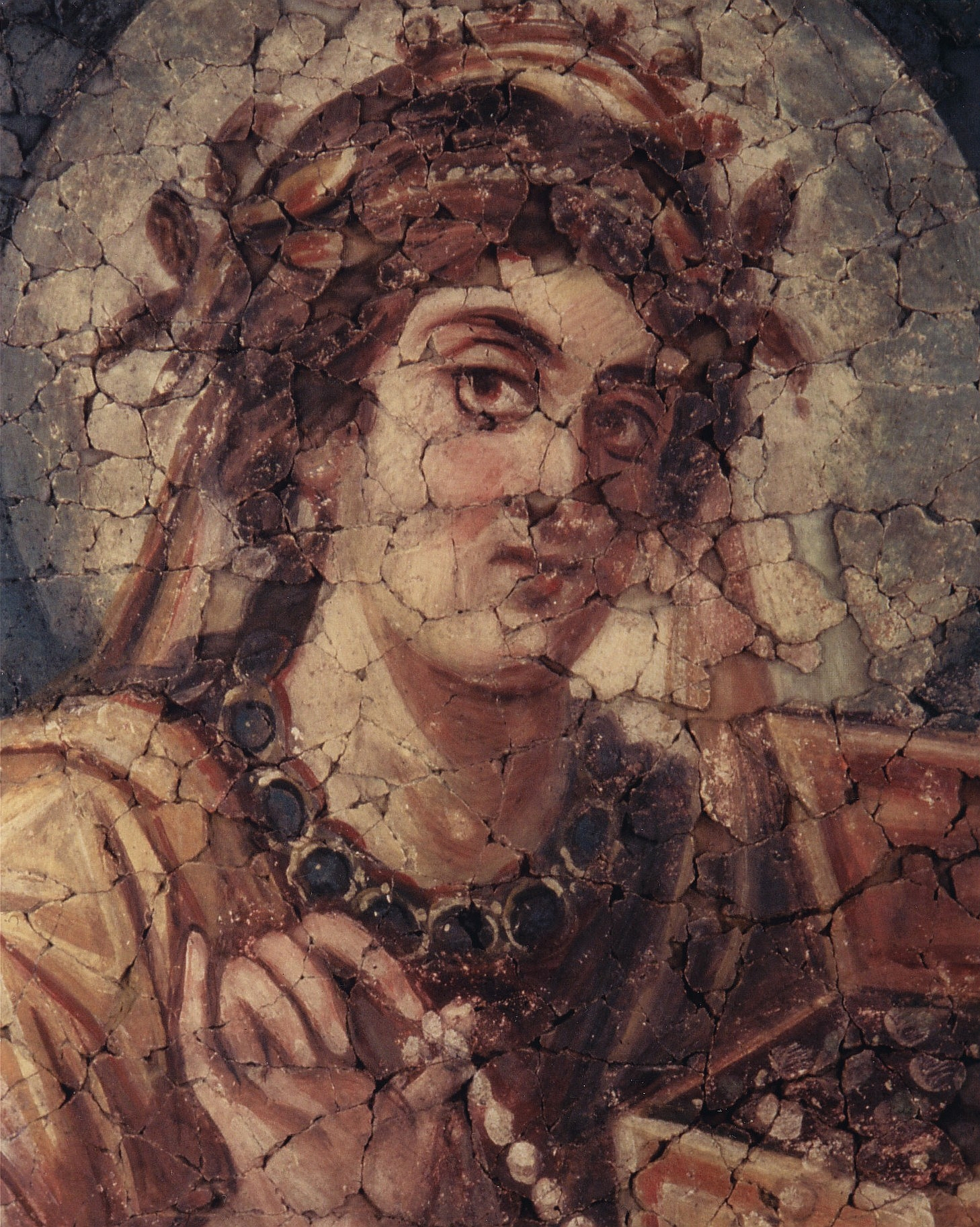
Tréveris, Alemania
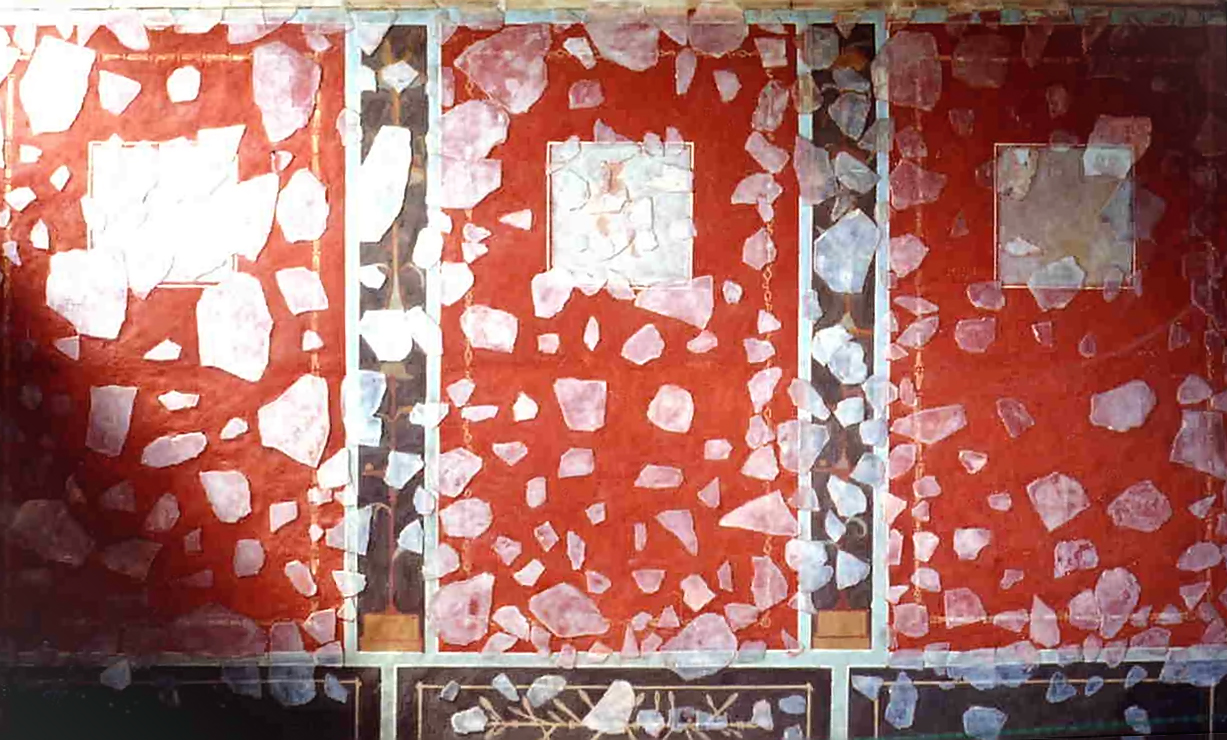
Budapest, Hungría
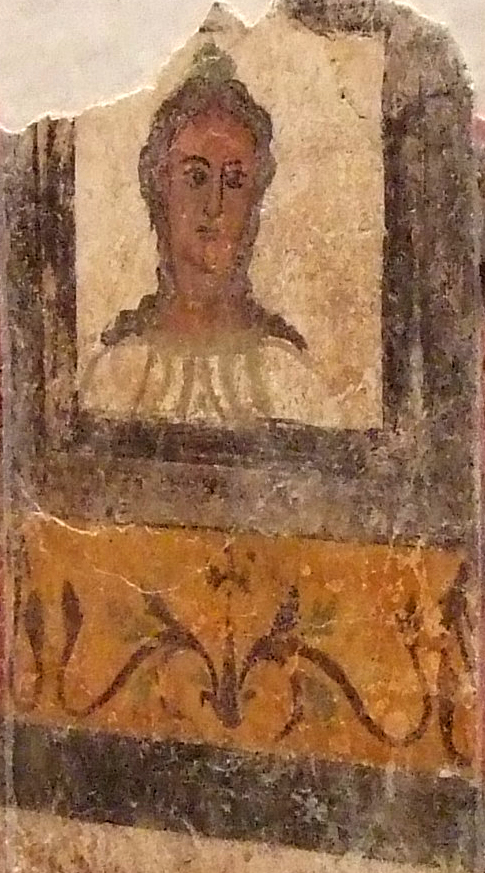
Zaragoza, España
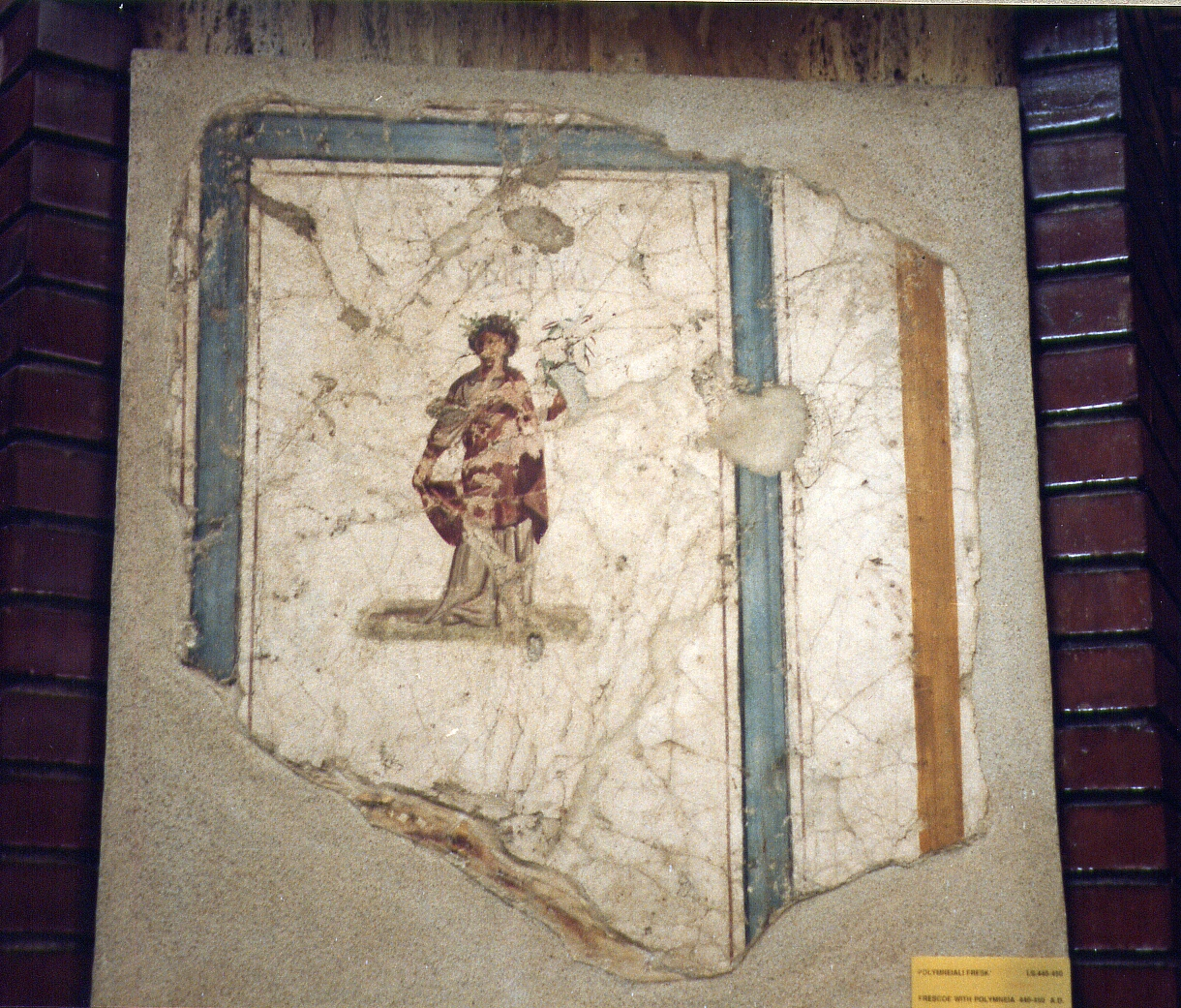
Éfeso, Turquía

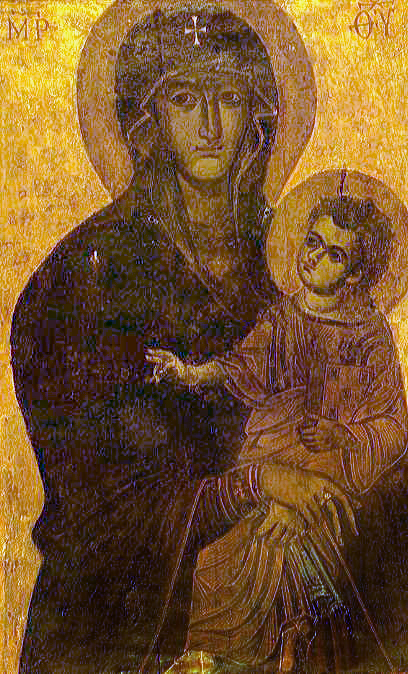
Salus Populi Romani, uno de los iconos bizantinos más antiguos conocidos de la Virgen. Cf. nota:
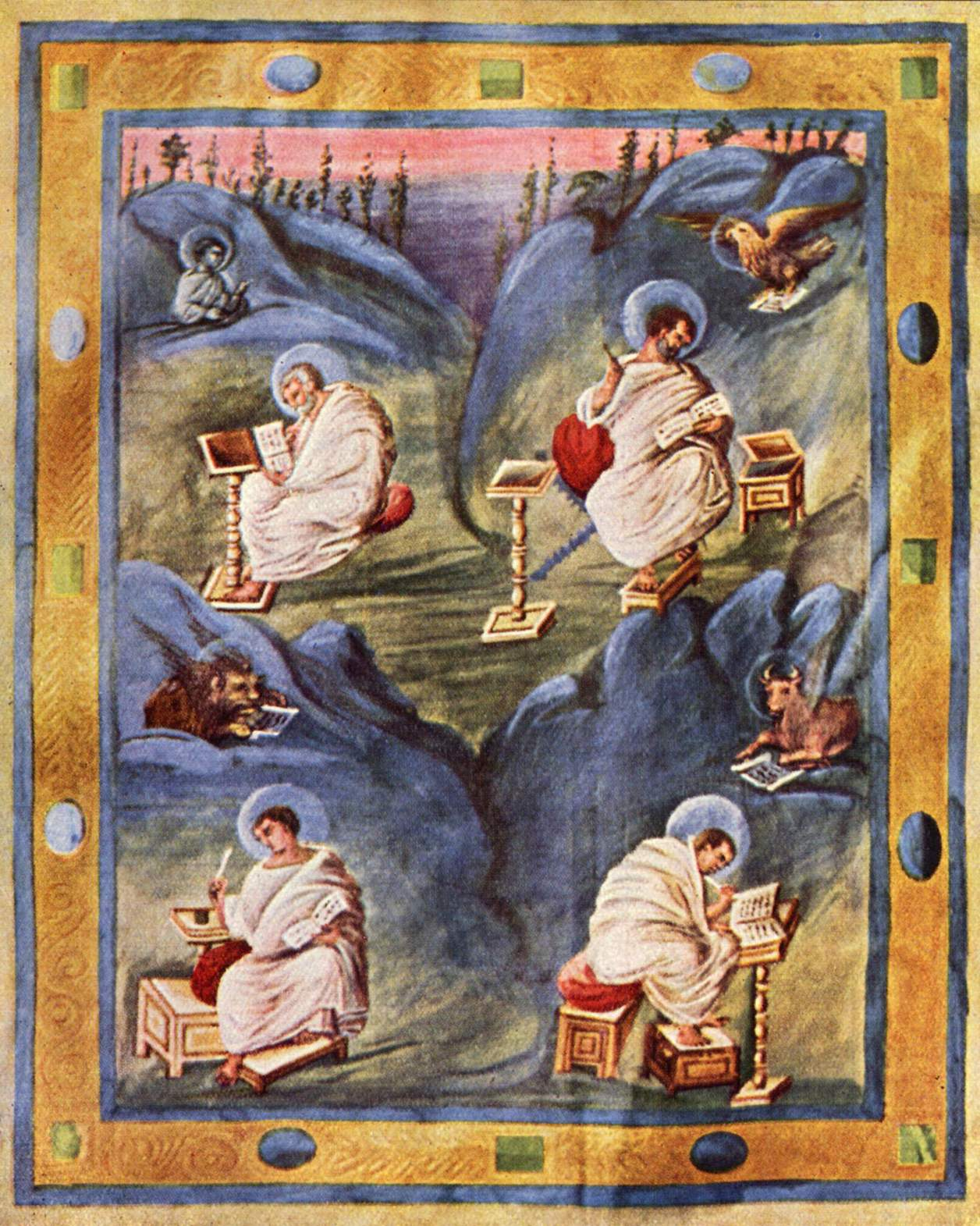
Los cuatro evangelistas, Evangelio de Aquisgrán, Renacimiento carolingio, siglo IX
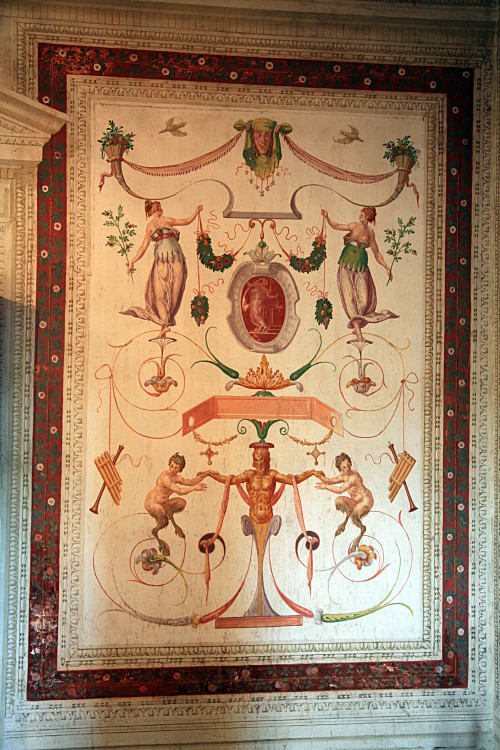
Grutesco en la Villa Emo, Renacimiento, siglo XVI
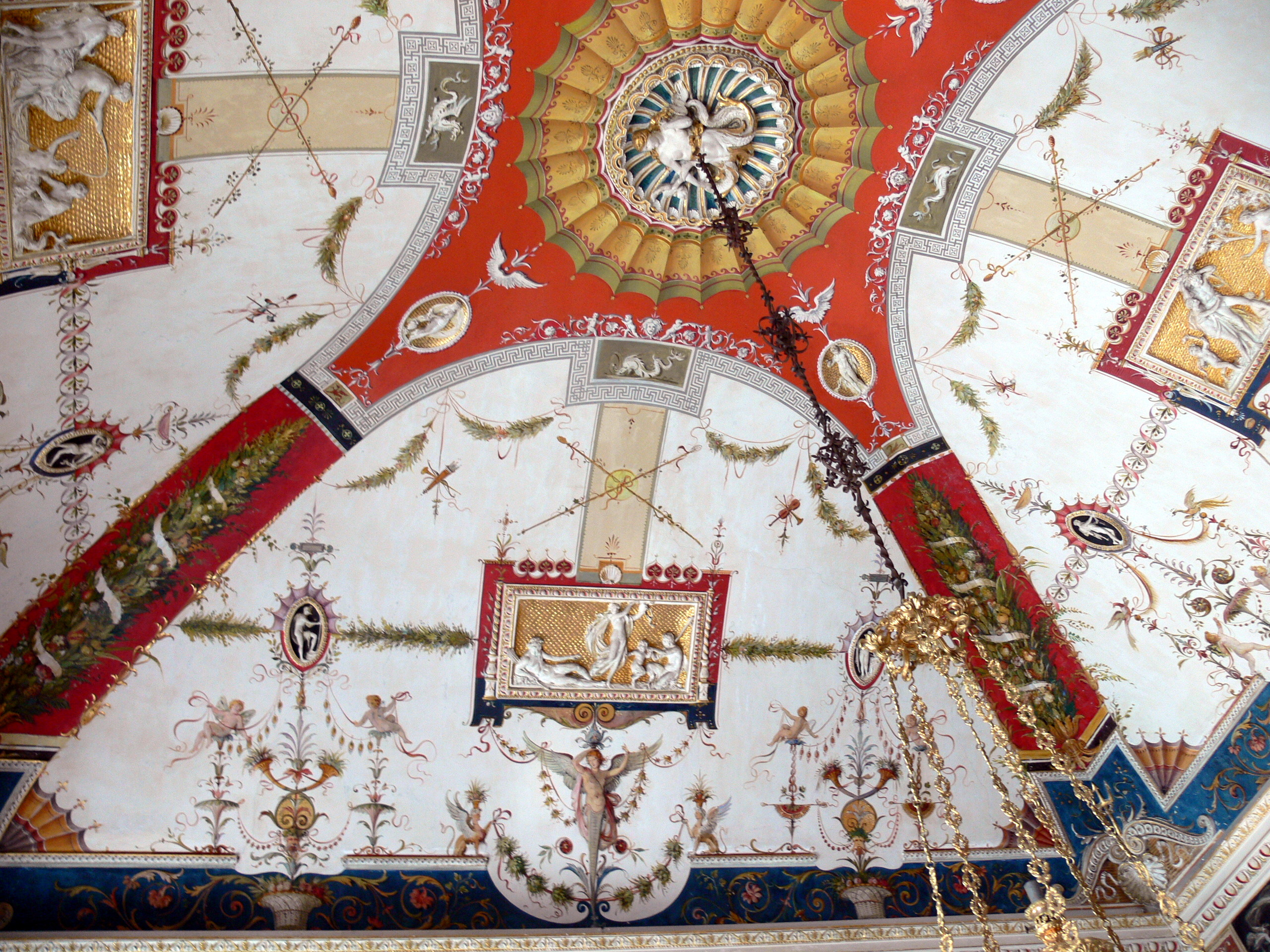
Techoen  grutesco de Villa Carlotta, romanticismo tardío, c. 1910